# Cathédrale du Wawel
La cathédrale du Wawel ou basilique-cathédrale Saints-Stanislas-et-Venceslas de Cracovie (en polonais Bazylika archikatedralna św. Stanisława i św. Wacława) est l’église principale de l’archidiocèse de Cracovie. Elle est aussi un sanctuaire et un trésor national polonais, où des rois, des reines, des poètes et des héros nationaux de la Pologne sont inhumés. 
Depuis 1978, elle est inscrite (avec le centre historique de Cracovie) sur la liste du patrimoine mondial de l’UNESCO . 

## Situation et site

Situation de la cathédrale sur la colline du Wawel.

Le site de la cathédrale se trouve à Cracovie, sur la butte rocheuse du Wawel qui domine de 25 mètres les eaux de la Vistule en contrebas. Elle s'inscrit dans un ensemble architectural qui s'est construit au fil des siècles et qui représente une grande importance pour les Polonais. En effet, pendant des siècles, le Wawel a été le centre du pouvoir ecclésiastique et monarchique de la Pologne du XIe au XVIe siècle, ce qui faisait de Cracovie la capitale du pays jusqu'en 1596 où, après l'incendie du château royal, Varsovie lui a été préférée à cause de sa situation plus centrale dans le pays. 
À côté de la cathédrale Saints-Stanislas-et-Venceslas, se trouvent : le musée de la cathédrale, le château royal, les anciennes cuisines royales (transformées en musée/ expositions), l’ancien séminaire (transformé en logements), l'ancien hôpital militaire (transformé en centre de conférences et d'expositions), le presbytère, un bâtiment administratif et trois anciennes constructions aujourd'hui détruites (l'église Saint-Michel, l'église Saint-Georges et la maison de Stanislas Borek).

## Histoire
La première cathédrale, dont les vestiges sont relativement peu nombreux, est construite après l’institution de l’évêché à Cracovie vers l'an 1000. Détruite environ 140 à 180 ans plus tard, elle est réédifiée dans la première moitié du XIIe siècle, en style roman, dont ne subsiste aujourd'hui que la crypte Saint-Léonard (en) et la Tour des cloches d'argent.

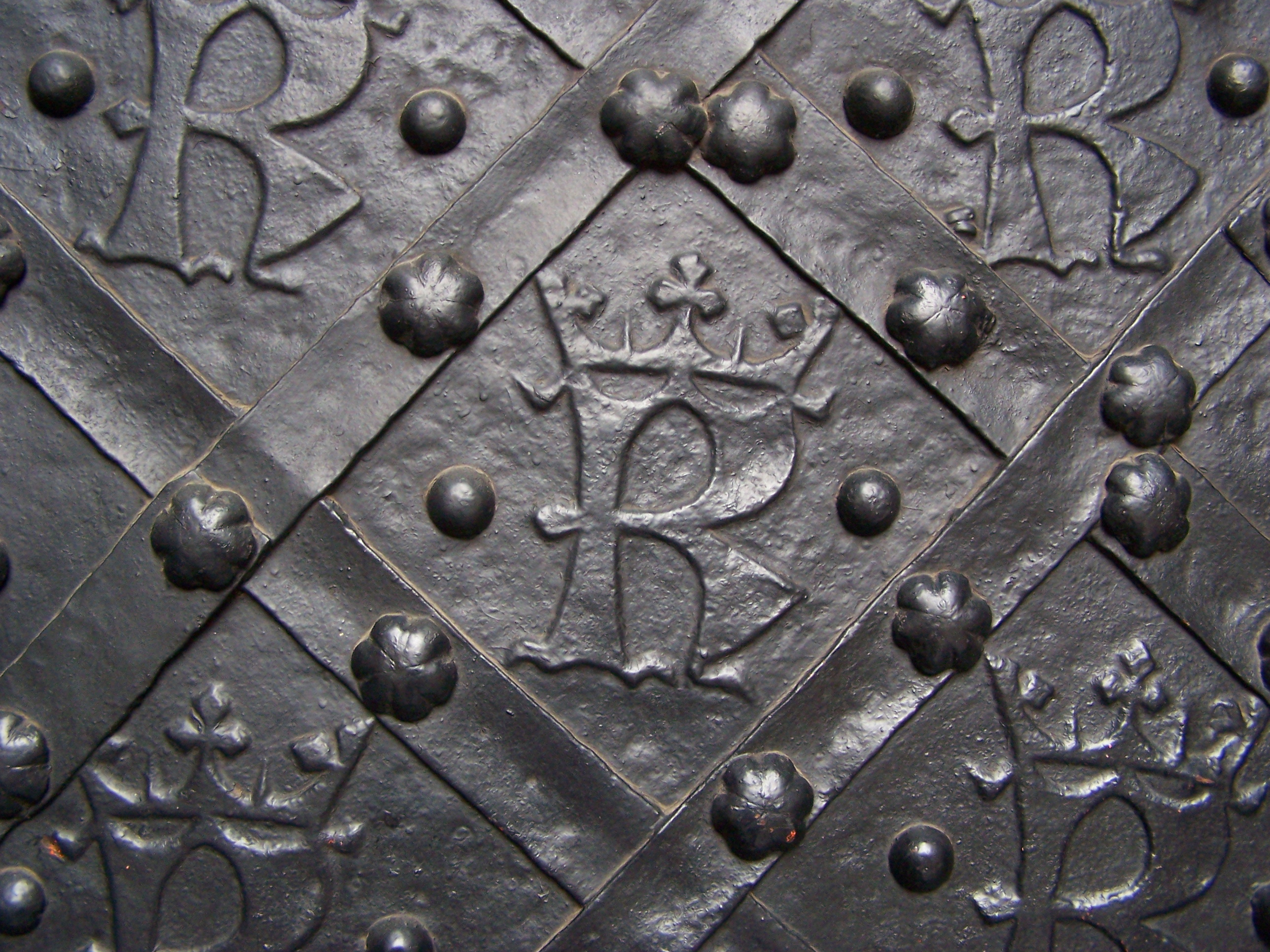
Monogramme du roi Casimir le Grand sur la porte d'entrée de la cathédrale.

Après, l'incendie de la cathédrale en 1305 ou 1306, le roi Władysław Ier la fait reconstruire en style gothique. Une troisième cathédrale est donc édifiée à cet endroit, et c'est cet édifice que l'on peut admirer aujourd'hui. 
Le roi Władysław Ier est le premier monarque à être couronné et enterré dans cette cathédrale. C'est sous le règne de son fils Kazimierz le Grand que l'édifice est consacré en 1364 aux deux saints Stanislas de Szczepanów et Venceslas Ier de Bohême. A cette occasion, le roi offrit à la cathédrale, la porte d'entrée sur laquelle figure son monogramme.
La cathédrale accueille les couronnements royaux de 1320 à 1734, c'est également le lieu des funérailles royales. D'abord inhumés uniquement dans la nef au XIVe siècle, les monarques et leurs familles commencent à être enterrés à partir du XVIe siècle dans la crypte. Au XIXe siècle, la cathédrale est élevée au rang de panthéon national.
Le 2 novembre 1946, Karol Wojtyła, le futur Pape Jean-Paul II, a célébré sa première messe dans la crypte de la cathédrale.

## Description extérieure
Le bâtiment de la cathédrale actuel de Cracovie est un édifice gothique du XIVe siècle. Toutefois, les rois de Pologne et les évêques l'ont modifié tout au long de l’histoire en ajoutant des chapelles ou en modifiant la décoration en fonction des styles et des goûts de leur époque. L'aspect extérieur de la cathédrale en témoigne car l'austérité gothique est adoucie par les formes ordonnées de la Renaissance et la luxuriance du baroque. Étant donné le peu d'espace sur la colline du Wawel, elle n'a pas pu être agrandie, ce qui explique ses faibles dimensions, et lui permet de garder sa forme gothique originelle. Néanmoins, les chapelles qui l'entourent, ajoutées au cours des siècles suivant sa construction, lui confèrent une forme extérieure originale et pittoresque. 
Après un porche baroque (1619), à gauche et au-dessus de l’entrée de la cathédrale, des os de mammouth sont suspendus depuis le Moyen Âge à de lourdes chaînes de fer. Une légende raconte que lorsqu’ils tomberont, Cracovie sera détruite!
La magnifique porte d'entrée en bois, de 1636, est recouverte de tôle de fer marquée du monogramme du roi Kazimierz le Grand, un K surmonté d'une couronne. La porte est encastrée dans un encadrement de marbre noir.

## Description intérieure

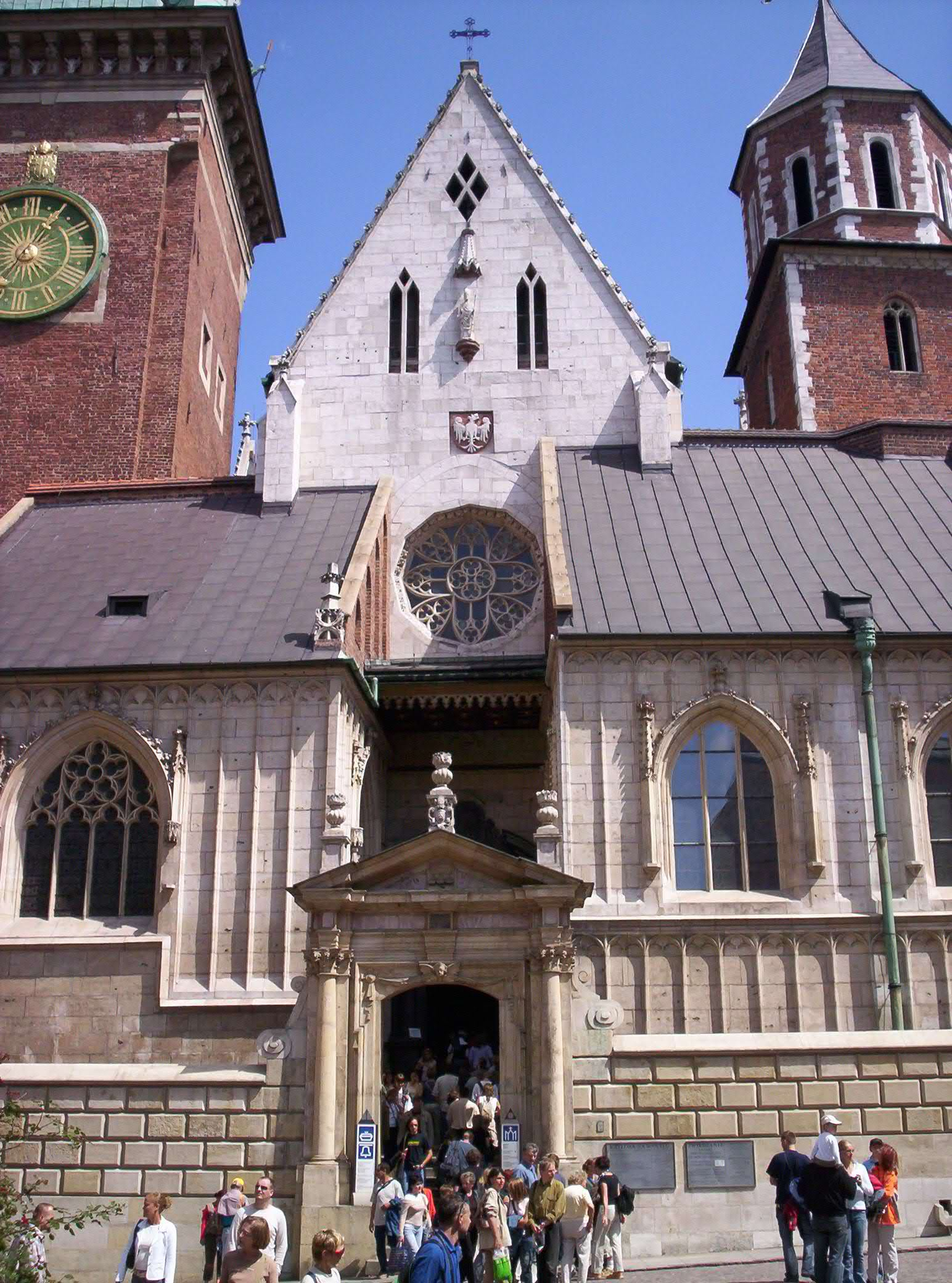
Façade de la cathédrale avec le porche baroque formant l'entrée, à droite la Tour des cloches d'argent, vue de l'Ouest.

| |
| Plan de la cathédrale du Wawel 1. Tour Sigismond 2. Salle du trésor 3. Chapelle Czartoryski 4. Chapelle Rogowski 5. Chapelle Maciejewski 6. Chapelle Lipski 7. Chapelle Skotnicki 8. Chapelle Zebrzydowski 9. Sacristie 10. Chapelle Gamrat 11. Chapelle de la Vierge 12. Chapelle Tomicki 13. Chapelle Załuski 14. Chapelle Jean Ier Albert Jagellon 15. Chapelle Zadzik 16. Chapelle Konarski 17. Chapelle de Sigismond 18. Chapelle Vasa 19. Chapelle Szafraniec 20. Chapelle Potocki 21. Chapelle Sainte-Croix 22. Chapelle de la Trinité 23. Mausolée de Saint-Stanislas 24. Maître Autel |

### Les chapelles
Neuf chapelles se succèdent dans la nef droite de la cathédrale : chapelle de la Sainte-Croix, des Potocki, des Szafraniec, des Vasa, de Sigismond, de Jan Konarski (pl), de Jakub Zadnick, du roi Jan Olbracht et de l'évêque Andrzej Załuski. Dans la nef gauche, il y en a six : chapelle de la Trinité, des Czartoryski, de l'évêque Samuel Maciejowski, des Lipski, des Skotnicki, de l'évêque Andrzej Zebrzydowski, et la sacristie. Dans la neuf principale, derrière le maître-autel, se trouvent : chapelle de l'évêque Piotr Tomicki, chapelle de la Vierge et chapelle de l'évêque Piotr Gamrat.
La chapelle Sainte-Croix attire les regards avec ses murs et des voûtes gothiques recouvertes en 1470 de peintures des artistes ruthènes de Pskov. Mais la plus célèbre de toutes est la chapelle de Sigismond, construite entre 1519 et 1533, par l'Italien Bartolommeo Berrecci (en). C'est un chef-d’œuvre de l’art de la Renaissance. Des maîtres italiens ont travaillé à sa décoration : Giovanni Cini (de), Giovanni Maria Padovano, Niccolo da Castiglione, Antonio et Filippo de Fiesole, Bernardino di Zanobi Gianottis, Giovanni Soli. Dans une double niche en forme d'arc de triomphe est placé le monument funéraire de marbre des derniers Jagellons, à savoir Zygmunt Ier et son fils Zygmunt II Auguste

### La nef principale
Entre la nef principale et le chœur, au milieu de la cathédrale une chapelle-mausolée érigée dans les années 1628/1630, d'après le projet de Giovanni Battista Trevano, a remplacé un autel gothique. À son intérieur se trouve un autel et le tombeau de saint Stanislas, évêque et martyr canonisé en 1253, saint patron de la Pologne et de la cathédrale de Cracovie. Le duc Bolesław V et l'évêque Prandota transfèrent les restes du saint dans une nouvelle chasse richement décorée et offert par la sainte Kinga. Le premier cercueil du saint avait la forme d'une caisse romane. Le second reliquaire du saint fut offert par la reine Hedwige Ire, elle-même canonisée après sa mort. Le donateur du troisième était le roi Zygmunt III Vasa. Le cercueil actuel, qui date de 1669-1671, est l'œuvre de Peter von der Rennen de Gdańsk. Avec le temps, l'autel saint Stanislas est devenu l'Autel de la Patrie. C'est ici que les rois déposaient les drapeaux pris pendant les batailles de : Płowce en 1331, Grunwald en 1410, Vienne en 1683.
Le chœur où se sont déroulés trente-sept couronnements de rois et de reines de Pologne, est orné de stalles et d'une chaire fin Renaissance, œuvres de l'ébéniste Jan Szabur (vers 1620) ; le maître-autel de style baroque date également du XVIIe siècle.

## L'extérieur et les chapelles de la cathédrale

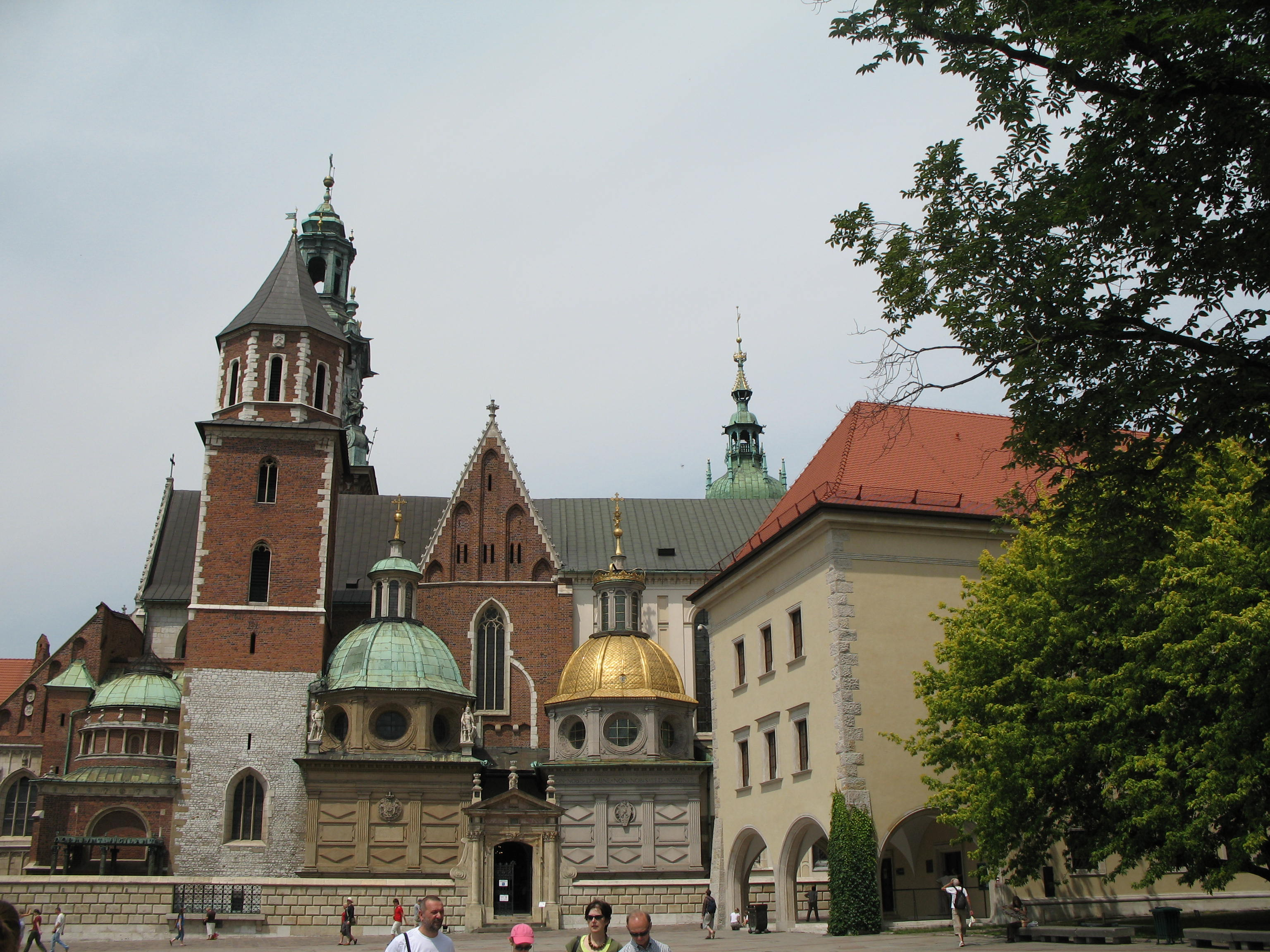
L'aile sud.
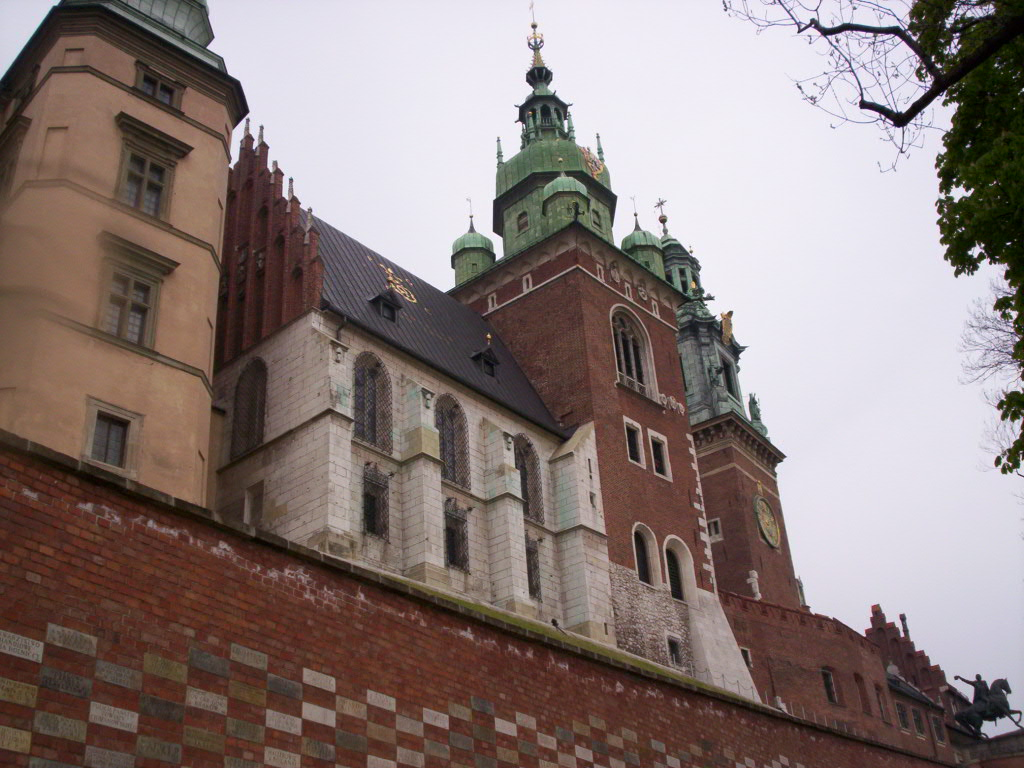
L'aile nord.
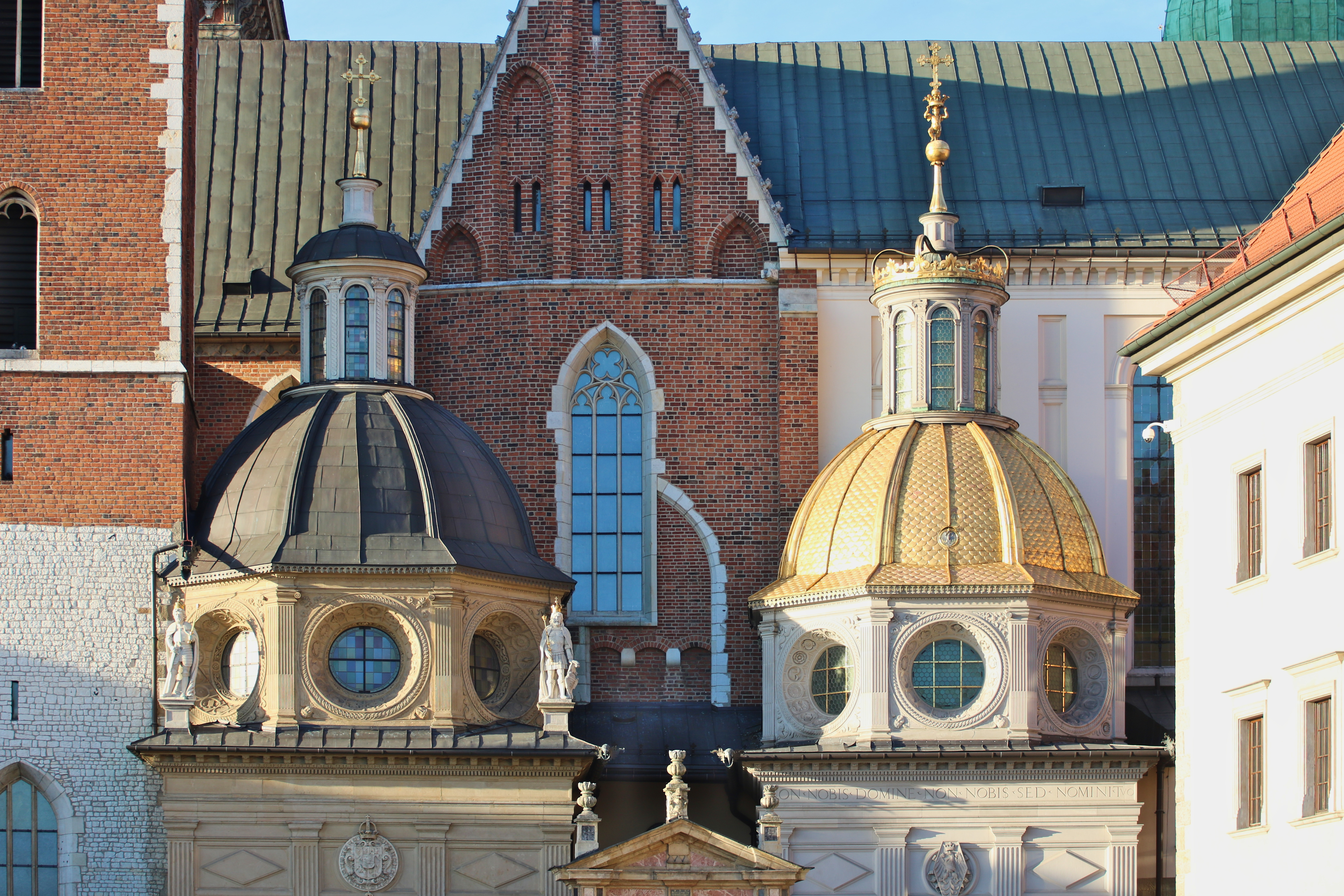
Chapelle Vasa et Sigismond avec son dôme doré.
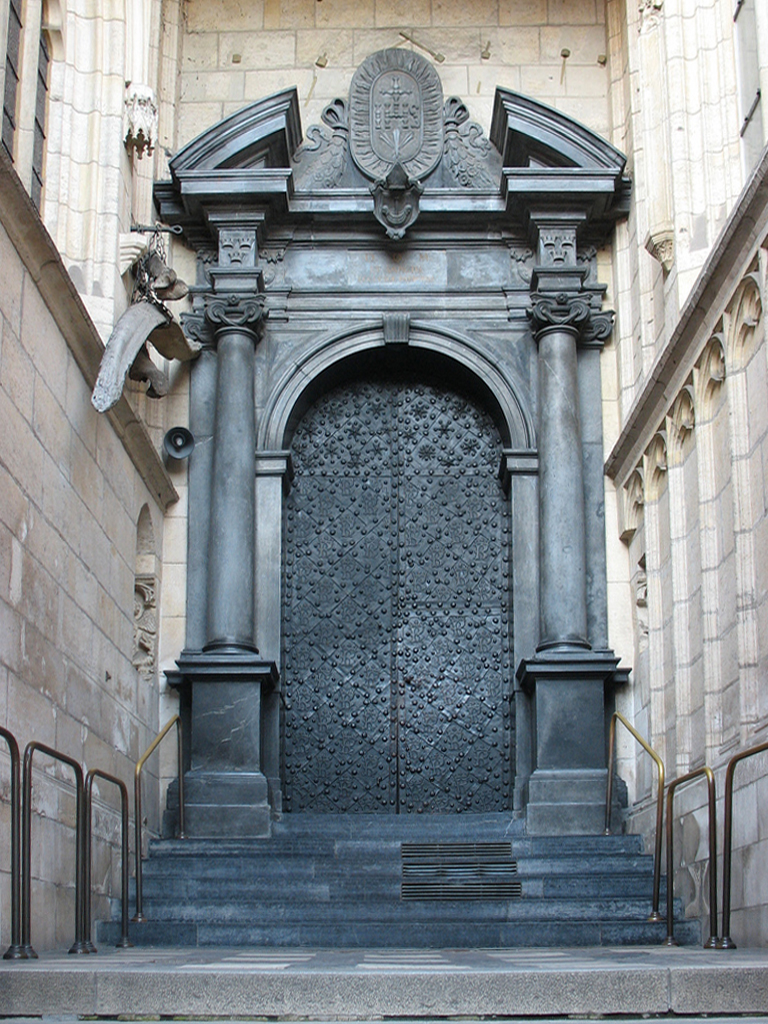
L'entrée de la cathédrale.
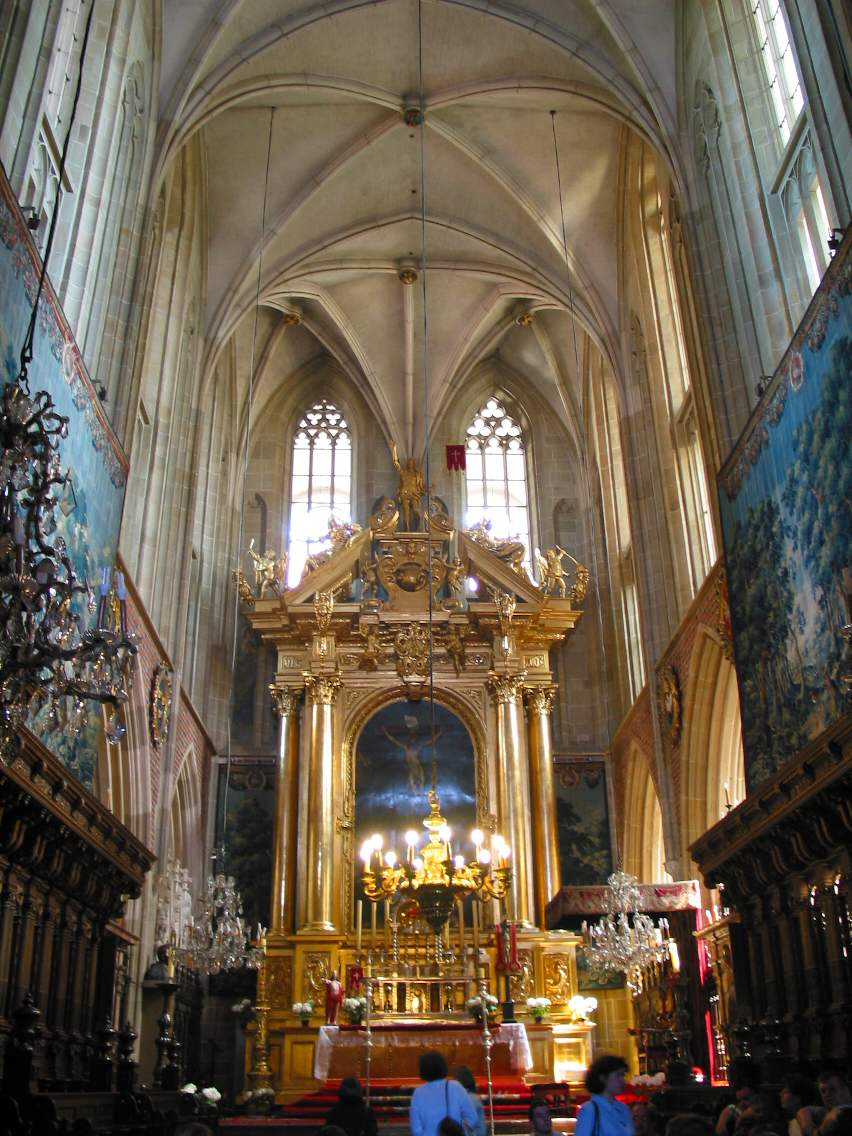
Le chœur gothique et le maître-autel.
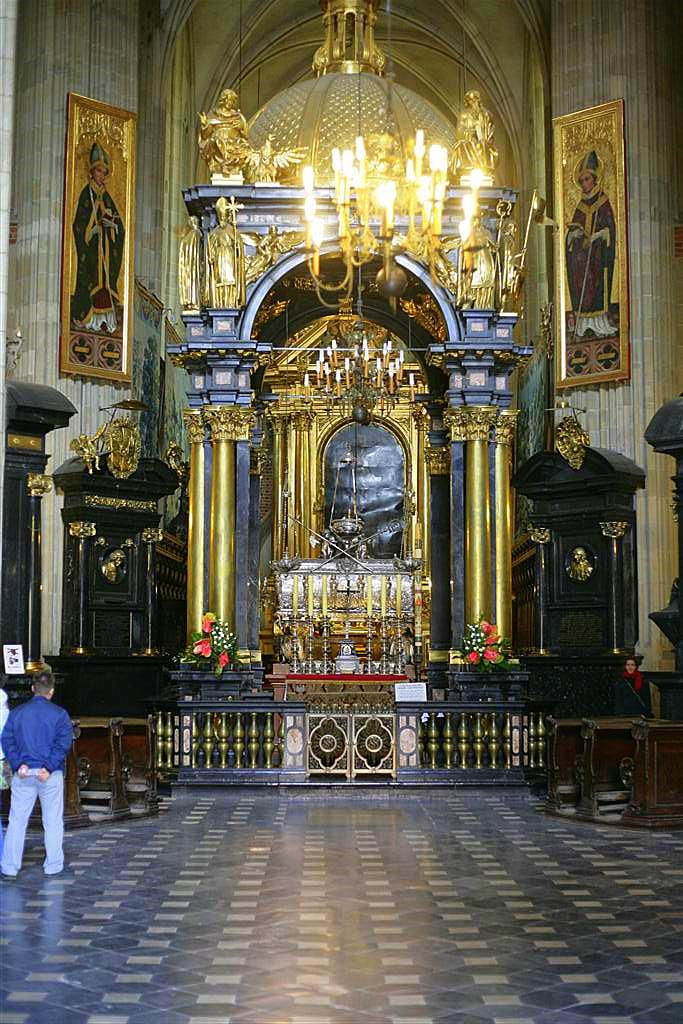
Sarcophage de saint Stanislas au centre de la cathédrale.
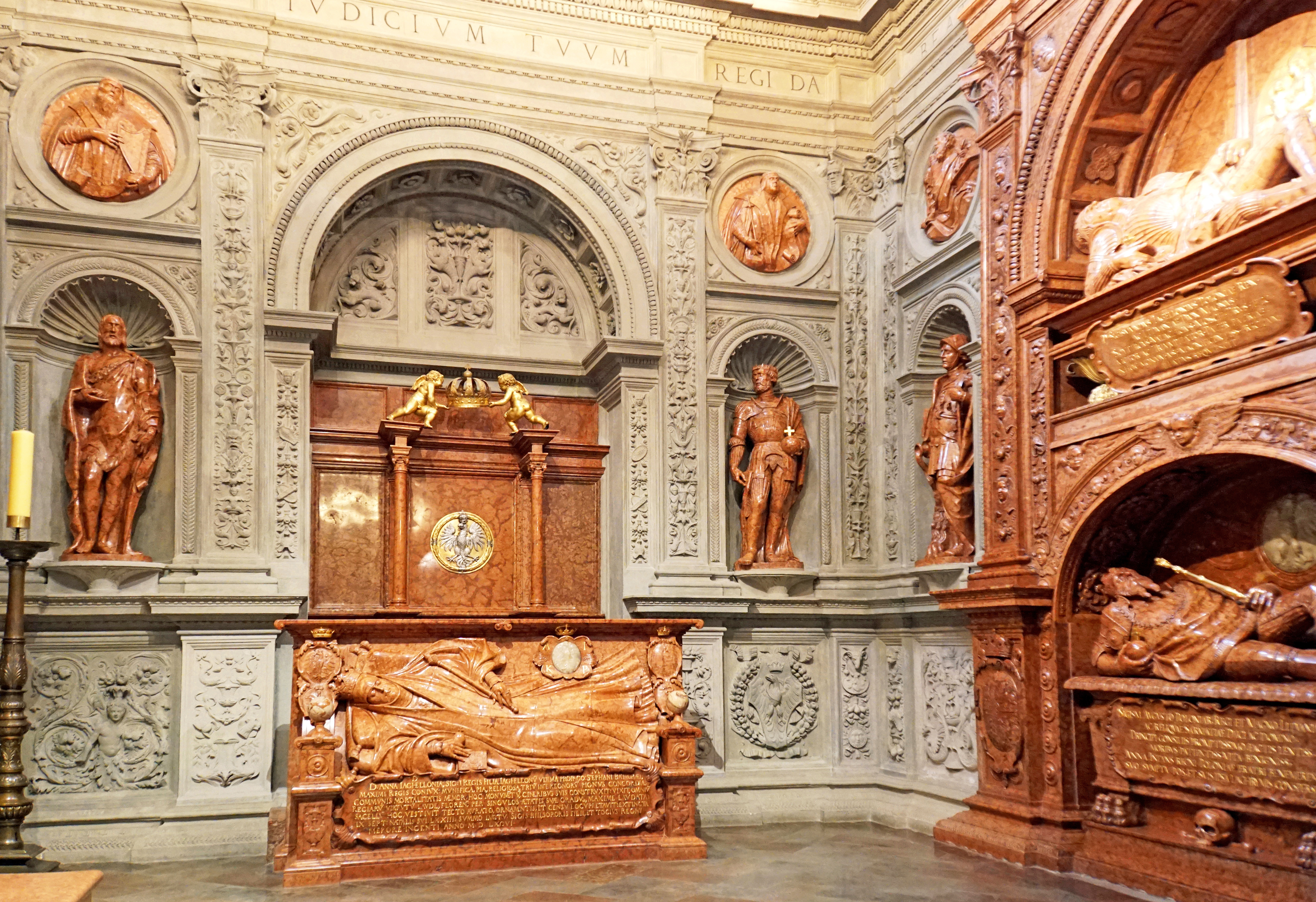
Chapelle Sigismond.
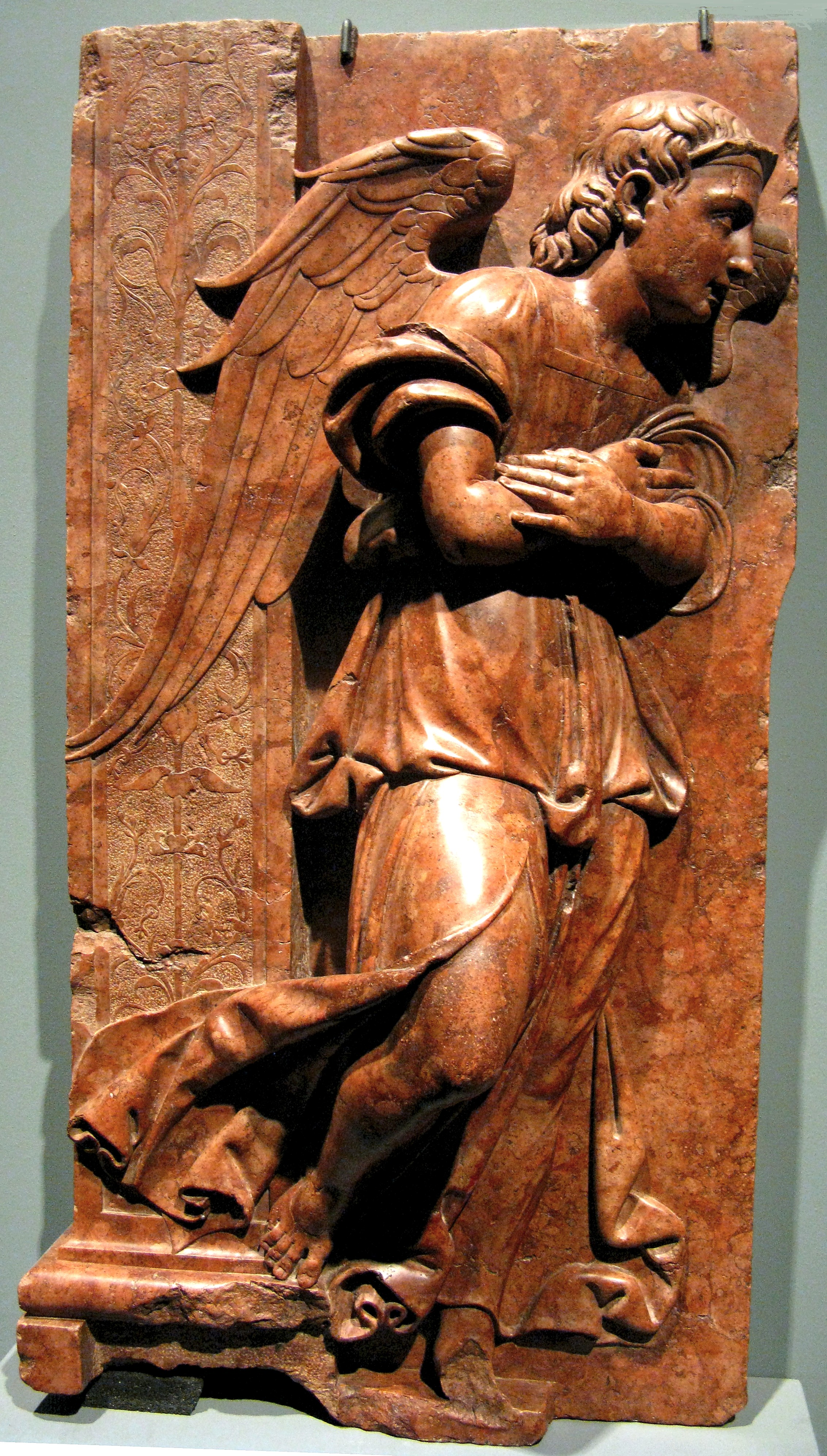
Détail de la Chapelle Sigismond.
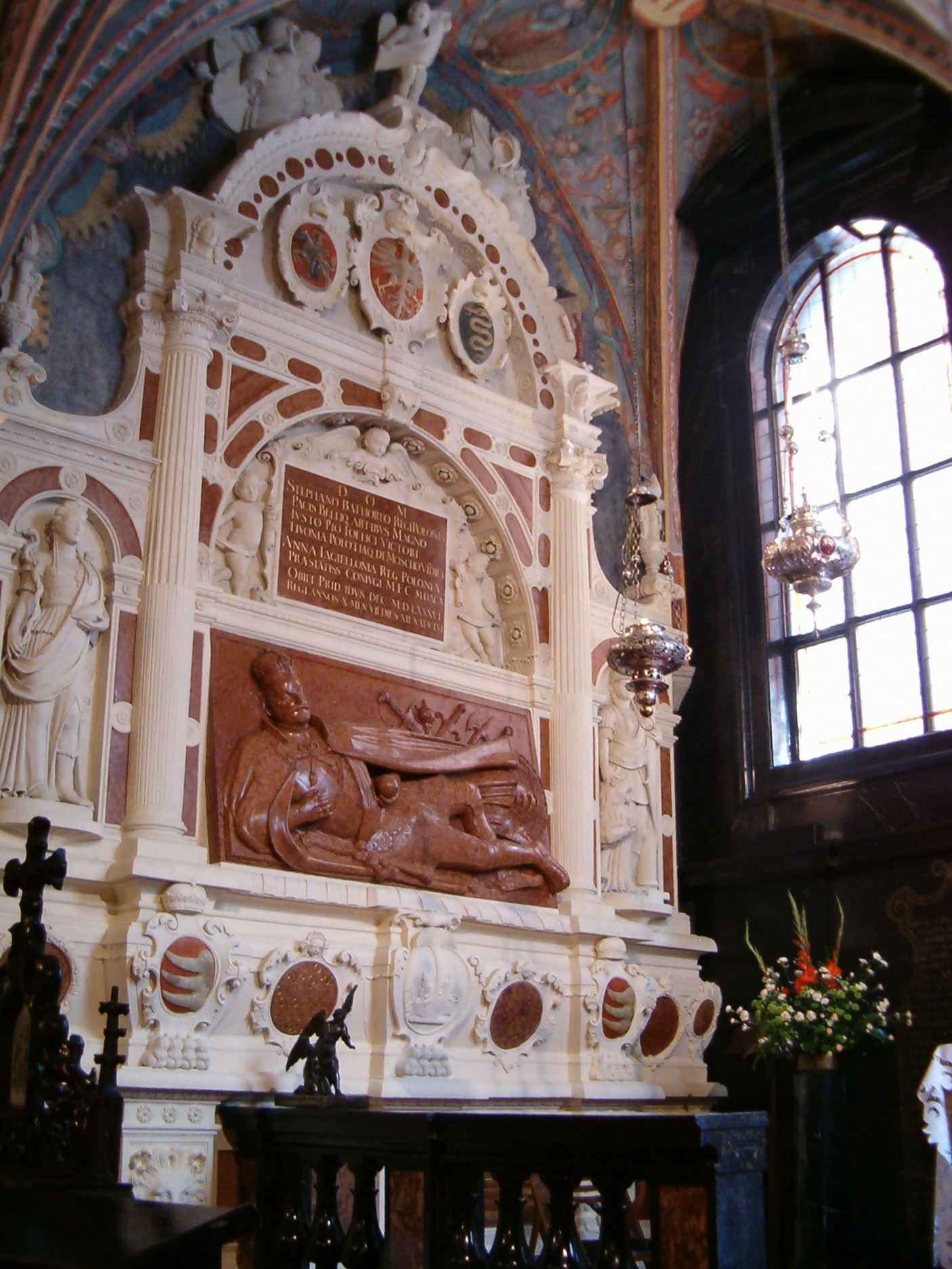
Chapelle de la Vierge avec le monument funéraire du roi Étienne Báthory.
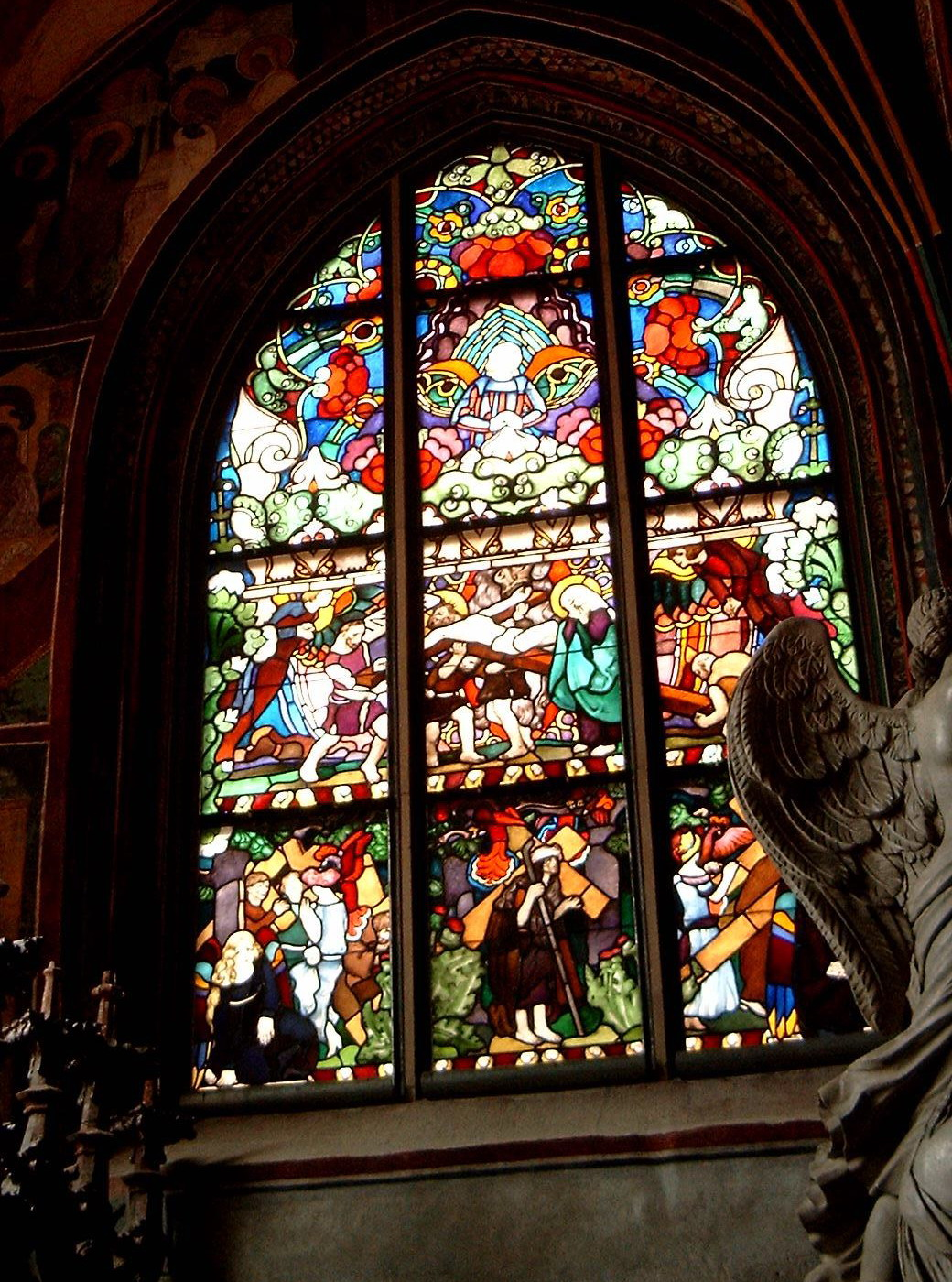
Vitrail de Józef Mehoffer.
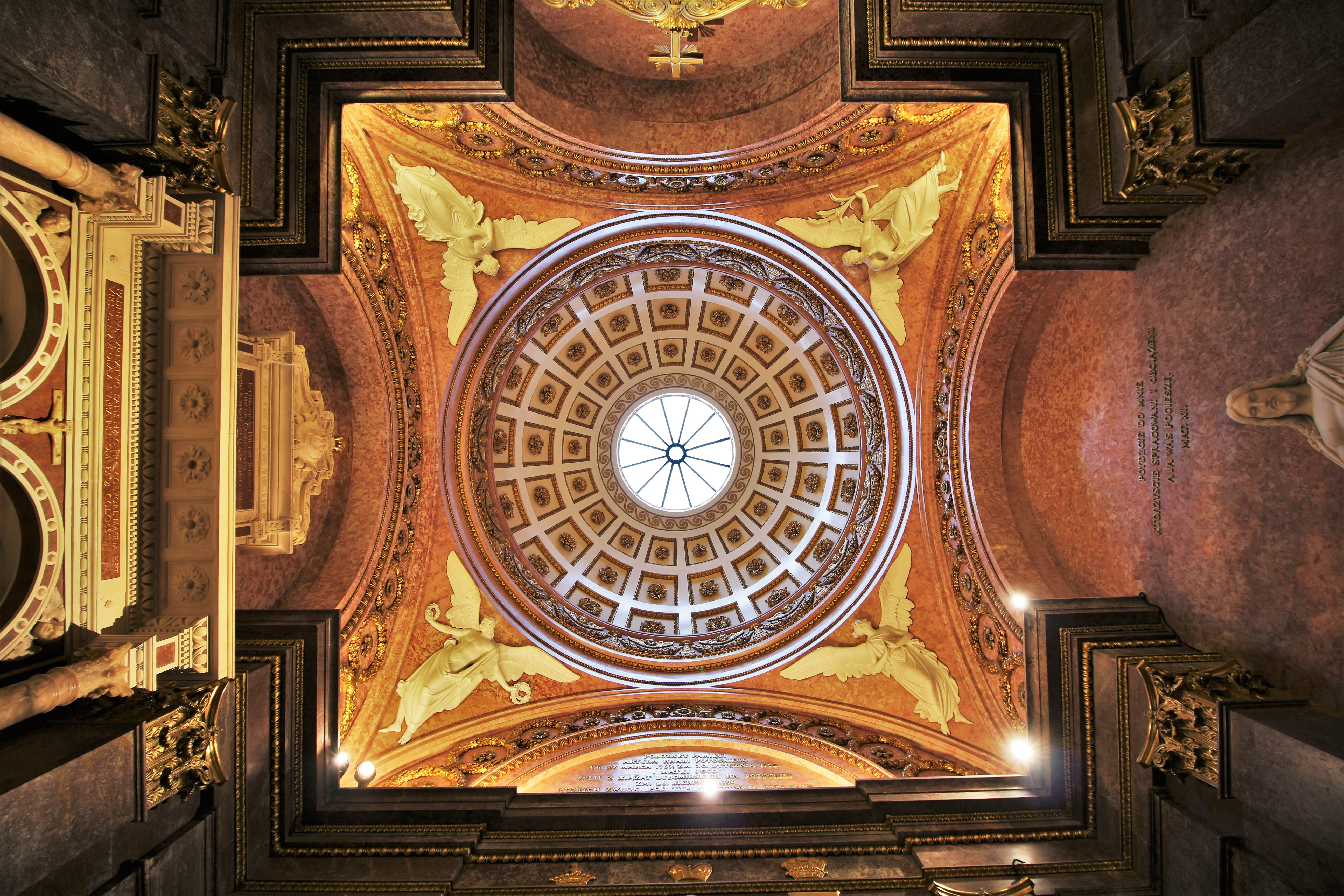
Le dôme de la chapelle des Potocki.
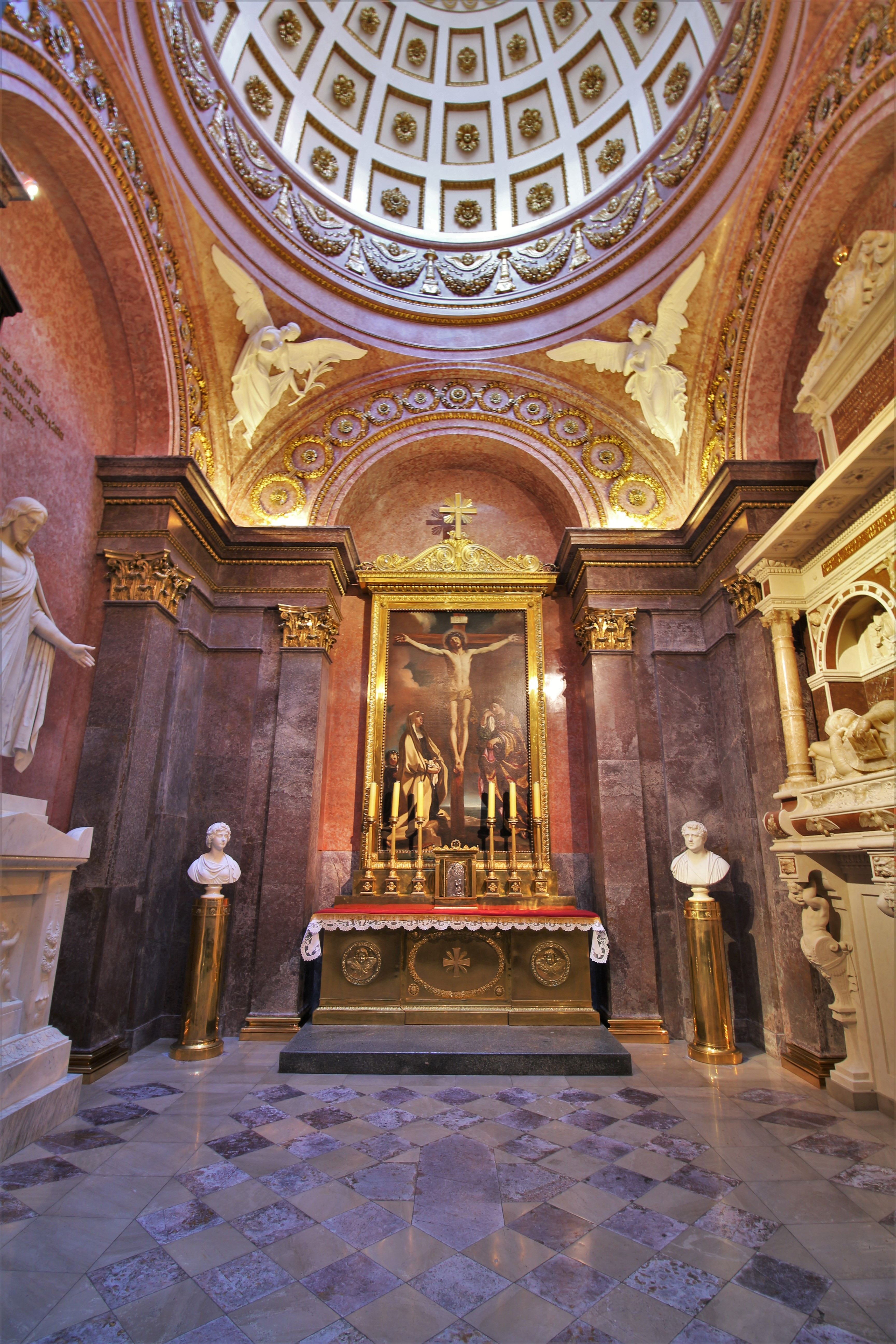
Chapelle des Potocki.
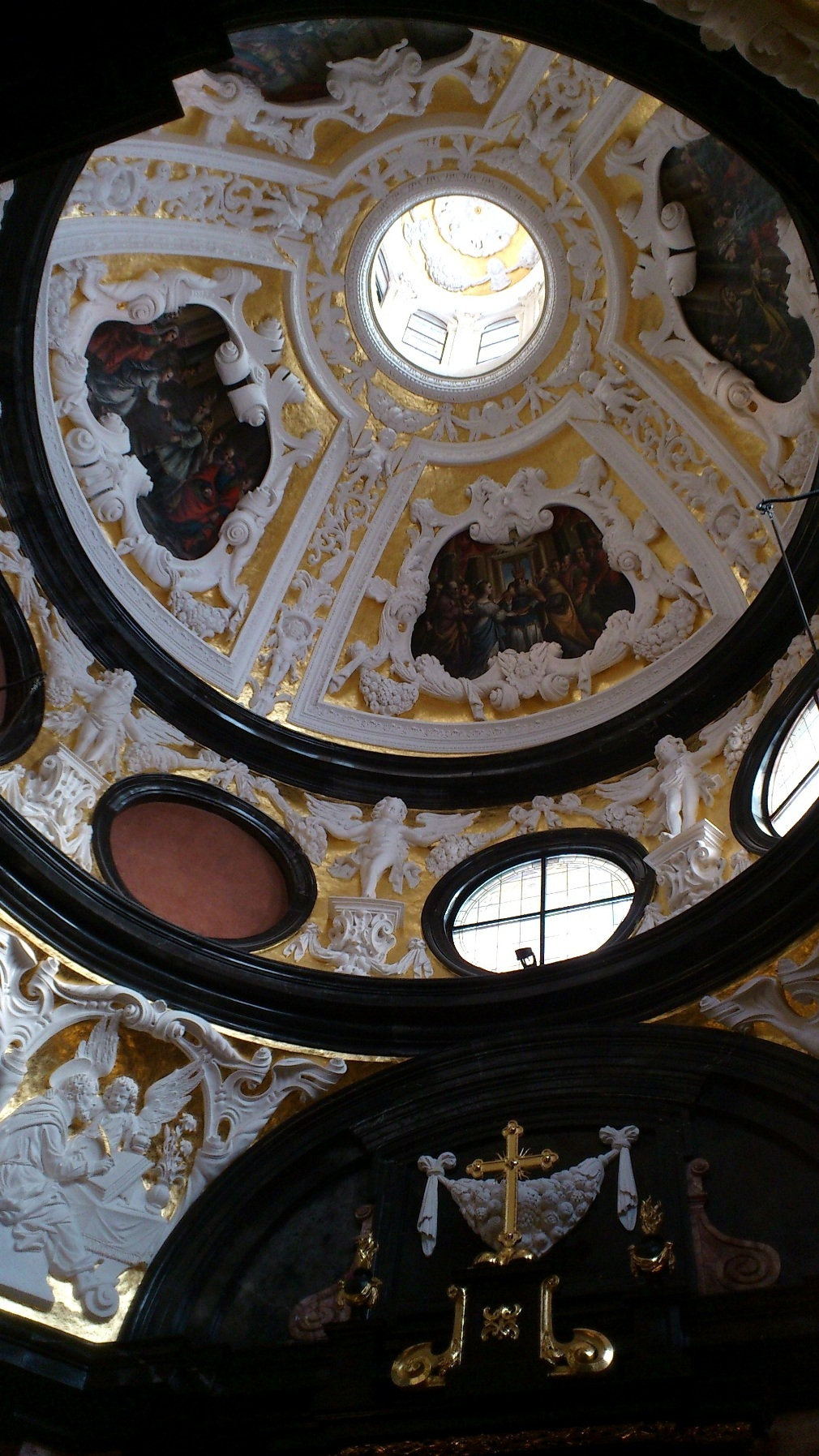
Coupole de la chapelle des Vasa.
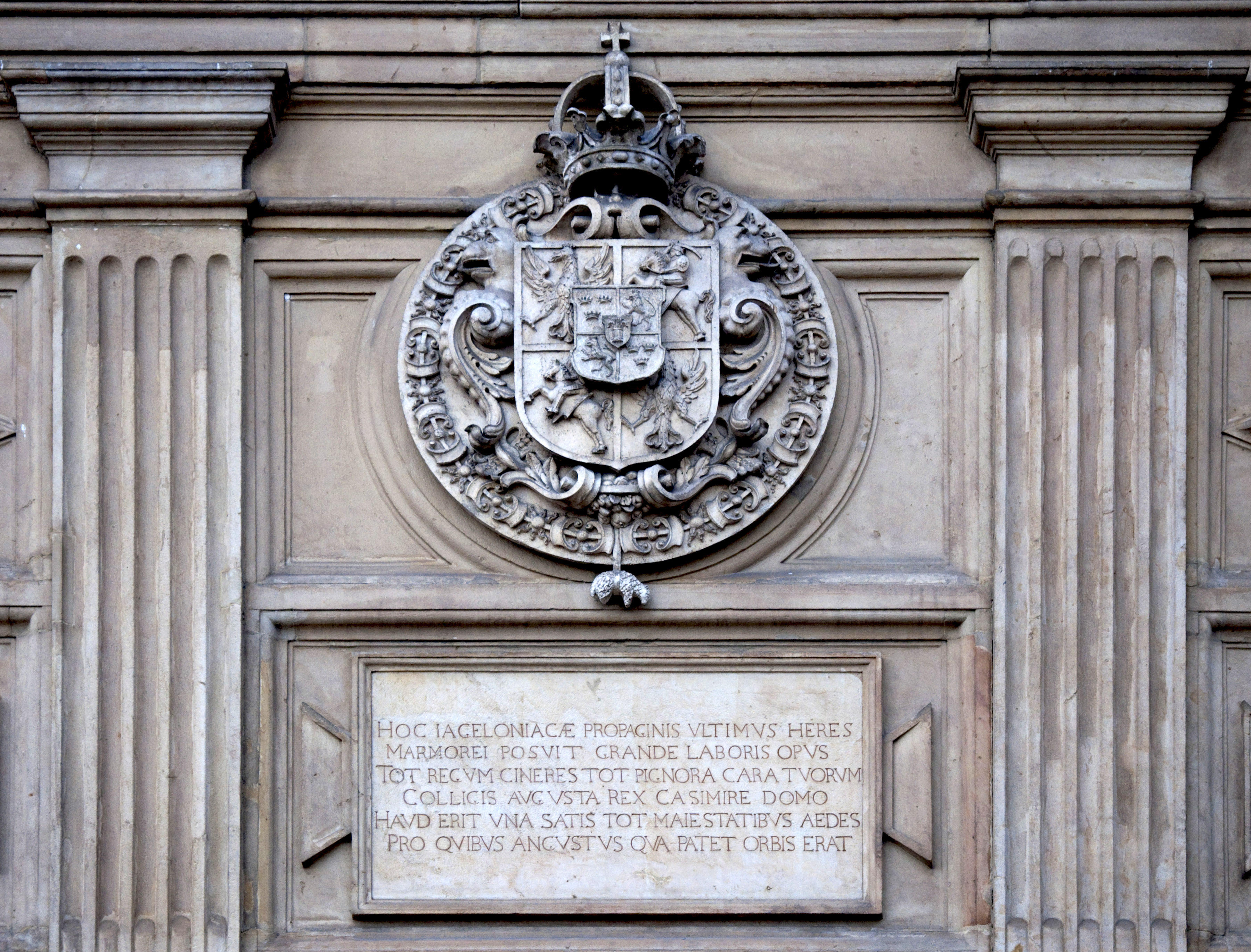
Emblème des Vasa.

## Nécropole royale et panthéon national
Dans la cathédrale elle-même et dans des cryptes se trouvant sous celle-ci ont été inhumés presque tous les rois et des membres de leur famille qui ont régné en Pologne du XIVe au XVIIIe siècle. Les cercueils royaux, en particulier ceux de la dynastie Jagellon et de la maison Vasa, sont des œuvres d'art riches en sculptures.
Au XIXe siècle, pendant les années où la Pologne n'existait plus en tant qu'État, pour maintenir l'esprit patriotique des Polonais, on y ensevelissait les héros nationaux, ainsi que des grands écrivains et artistes polonais. C'est à cette époque que la cathédrale est devenue le symbole de l'identité et de la culture polonaises.  
C'est le roi Kazimierz III le Grand qui fait construire le premier monument funéraire à la cathédrale. Le somptueux sarcophage de son père, Władysław Ier, le premier roi à se faire couronner à Cracovie, devint ensuite un modèle pour les autres sarcophages de l'époque. Le sarcophage de Kazimierz III se situe de l'autre côté du maître-autel. En beau marbre rouge, il est richement sculpté de figures et d'inscriptions, surmonté d'un baldaquin appuyé sur de fines colonnes. On l'attribue à des sculpteurs hongrois inspirés de l'art français. 
Le troisième tombeau gothique est celui du roi Władysław II Jagellon, à droite de l'entrée principale. Surmonté d'un baldaquin Renaissance supporté par huit colonnes, il est l'œuvre de Giovanni Cini de Sienne. Władysław II est le dernier roi de Pologne inhumé dans la nef principale de la cathédrale. Ses successeurs sont ensevelis dans les chapelles latérales ou dans les cryptes situées sous l'église. 
Le monument funéraire du roi Kazimierz IV Jagellon, est une des meilleures œuvres de Wit Stwosz, exécutée dans un marbre rouge de Hongrie à la fin du XVe siècle

### Dans la cathédrale
Plusieurs personnes ont été inhumées dans la cathédrale elle-même, dont :
1. Saint Stanislas, évêque de Cracovie (26 juillet 1030 - 11 avril/8 mai 1079) (Inhumé dans la nef)
2. Ladislas Ier de Pologne, roi de Pologne (vers 1261 – 2 mars 1333) (Inhumé à côté du chœur)
3. Casimir III de Pologne, roi de Pologne (30 avril 1309 - 5 novembre 1370) (Inhumé à côté du chœur)
4. Hedwige Ire, avec le titre officiel de roi de Pologne (15 février 1372 - 17 juillet 1399), épouse de Ladislas II Jagellon
5. Ladislas II Jagellon, roi de Pologne, grand-duc de Lituanie (vers 1362 - 1er juin 1434) (Inhumé dans la nef)
6. Ladislas III Jagellon, roi de Pologne, grand-duc de Lituanie, roi de Hongrie (31 octobre 1424 – 10 novembre 1444) (Inhumé dans la nef)
7. Casimir IV Jagellon, roi de Pologne, grand-duc de Lituanie, (30 novembre 1427 - 7 juin 1492) (Inhumé dans la chapelle Sainte-Croix)
8. Élisabeth de Habsbourg, reine de Pologne, grande-duchesse de Lituanie, (vers 1436 - 30 août 1505) épouse de Casimir IV Jagellon (Inhumée dans la chapelle Sainte-Croix)
9. Jean Ier Albert Jagellon, roi de Pologne, grand-duc de Lituanie (27 décembre 1459 - 17 juin 1501) (Inhumé dans la chapelle qui porte son nom)
10. Kajetan Sołtyk, évêque de Cracovie (12 novembre 1715 – 30 juillet 1788) (Inhumé dans la chapelle Sainte-Croix)
11. Adam Stefan Sapieha, cardinal et archevêque de Cracovie (14 mai 1867 - 21 juillet 1951)

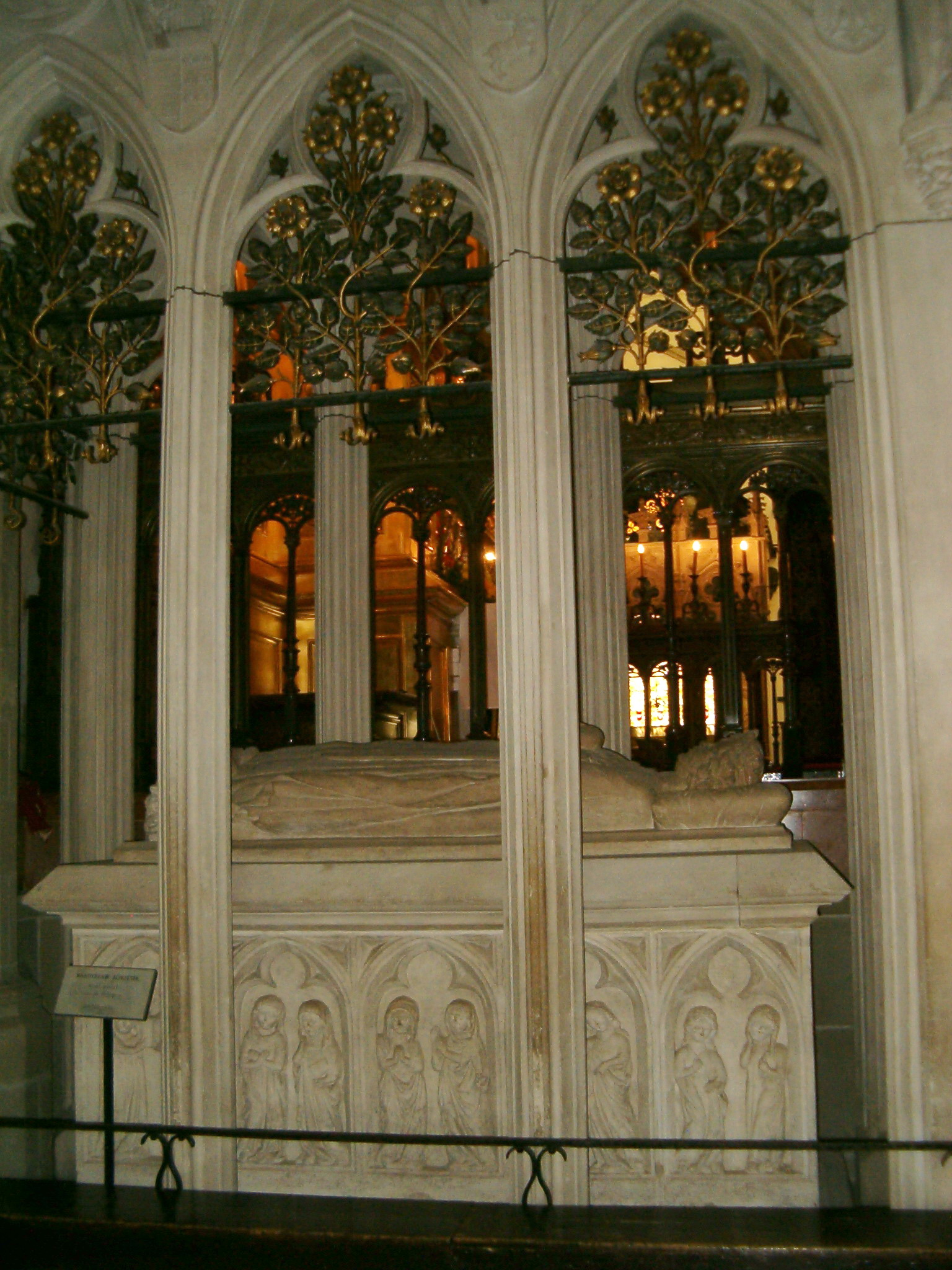
Tombeau de Ladislas Ier de Pologne.
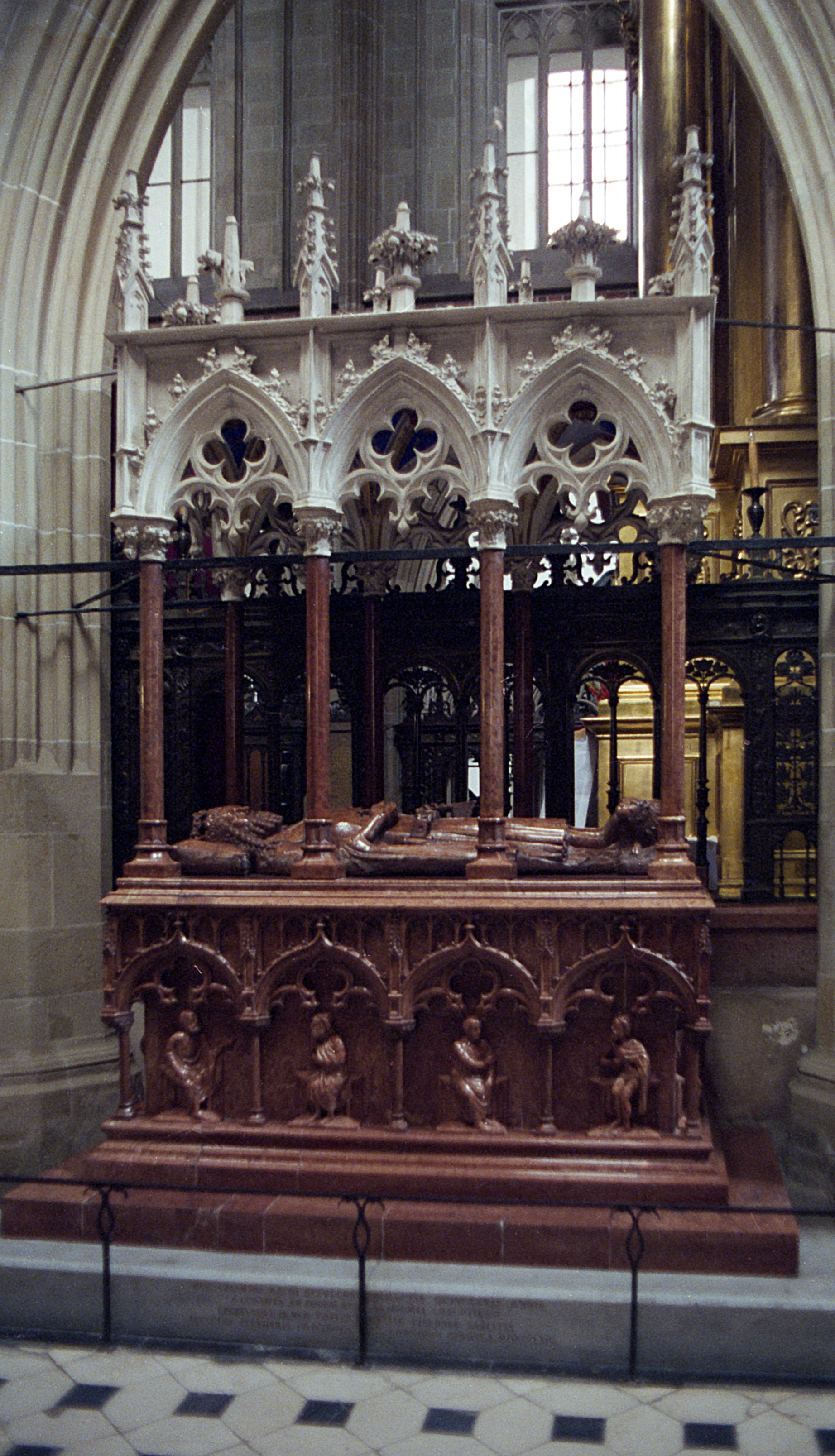
Tombeau de Casimir III le Grand.
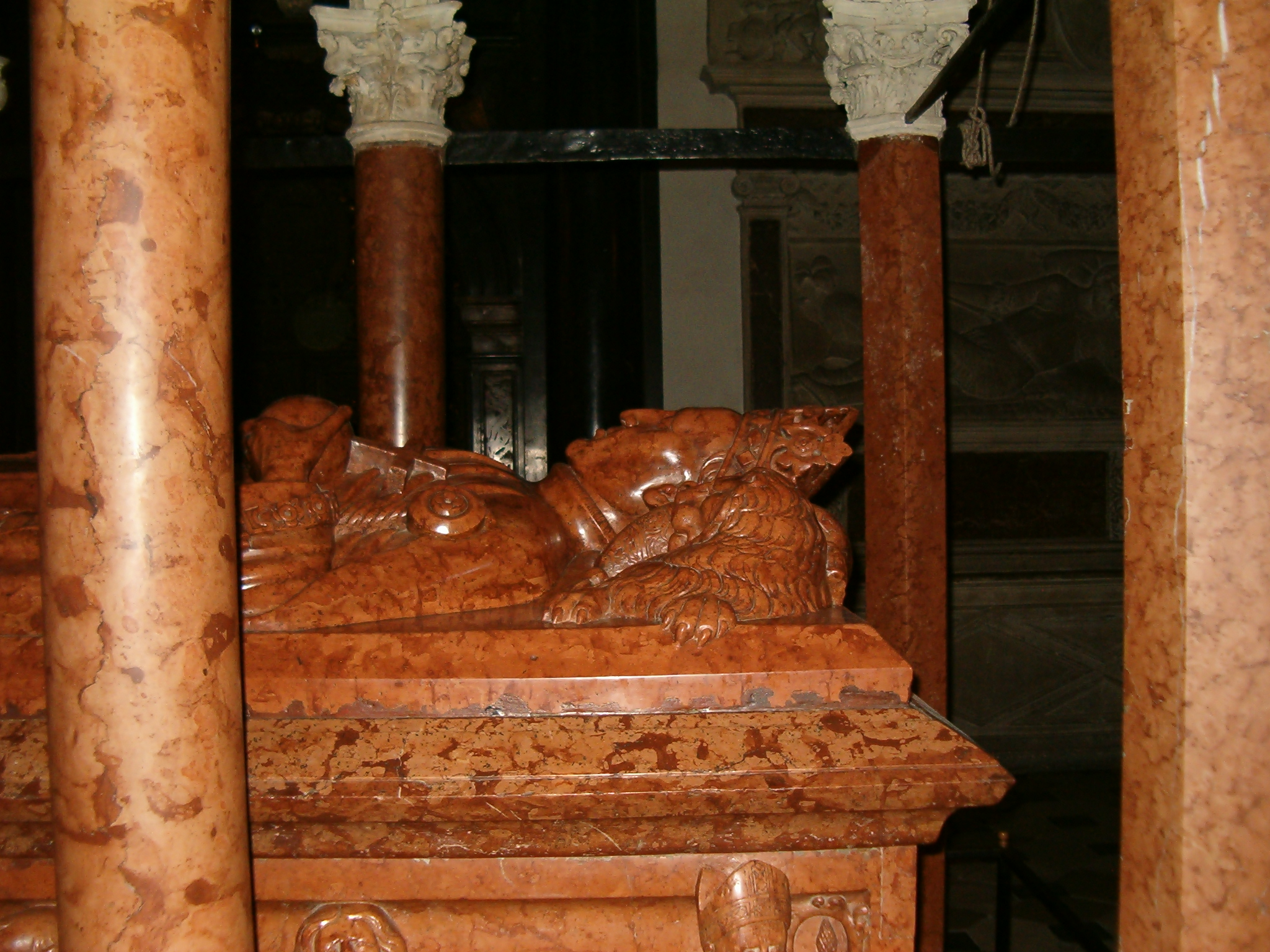
Détail du tombeau de Ladislas II Jagellon.
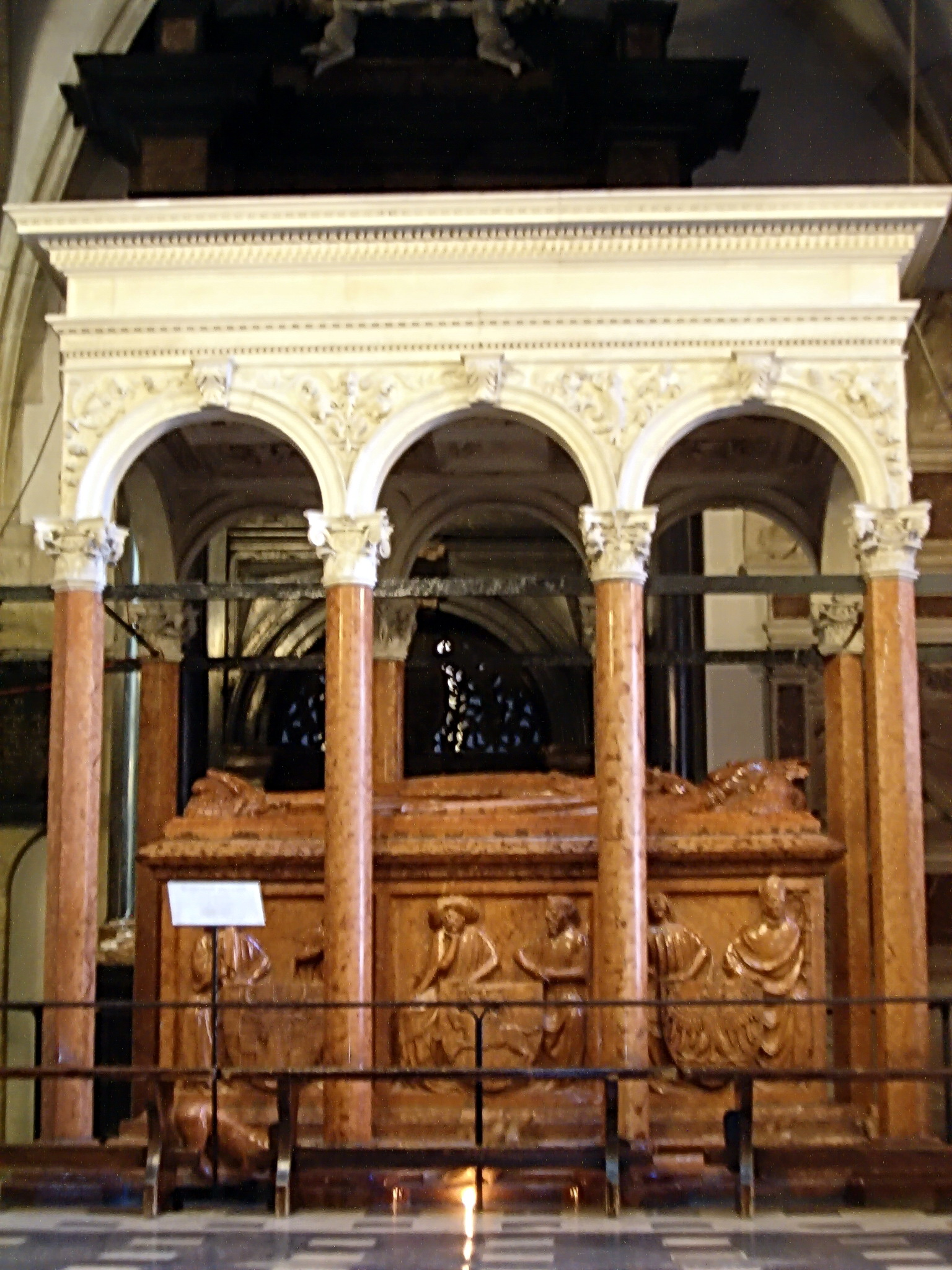
Tombeau de le roi Ladislas II Jagellon.
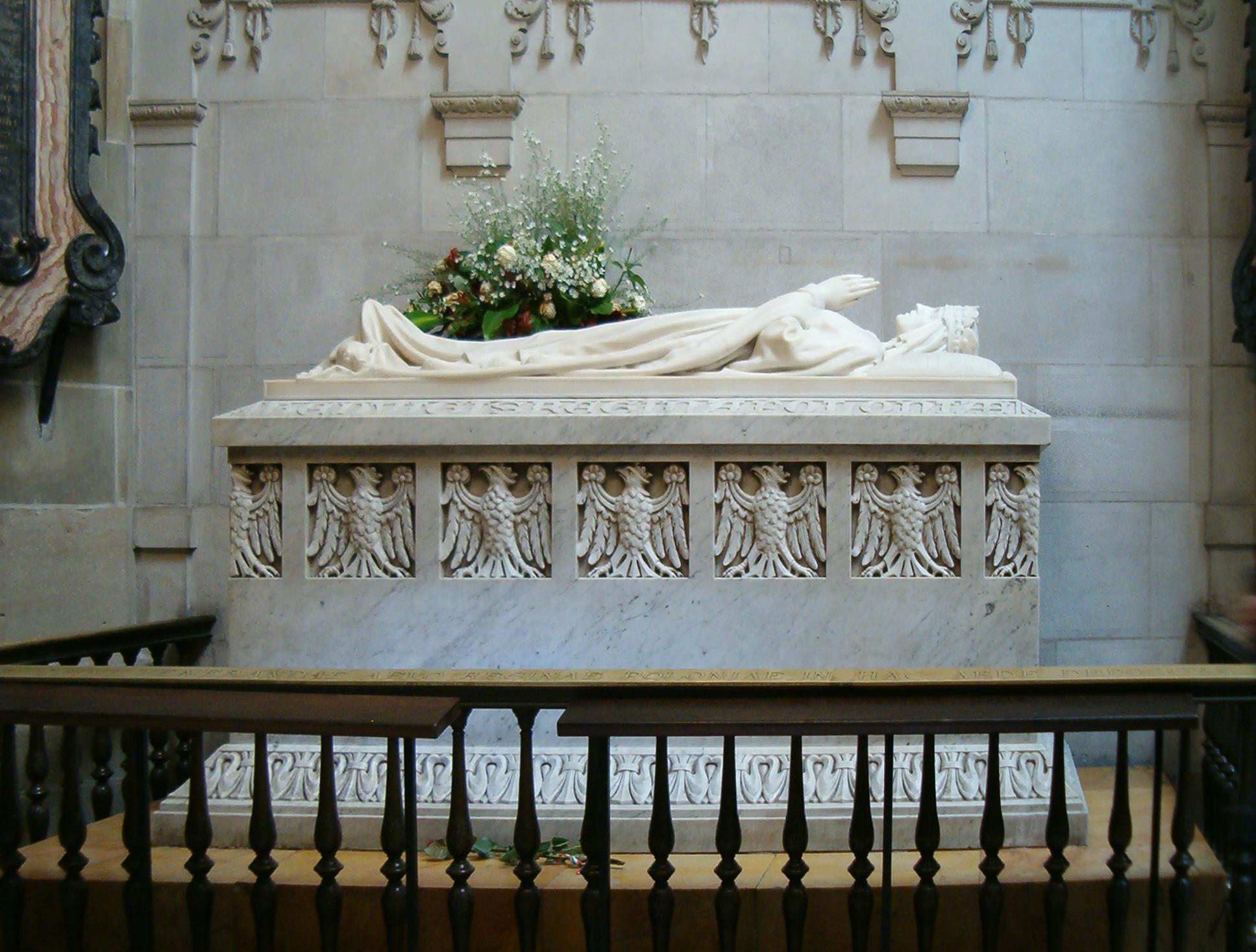
Tombeau de la reine Hedwige Ire de Pologne.
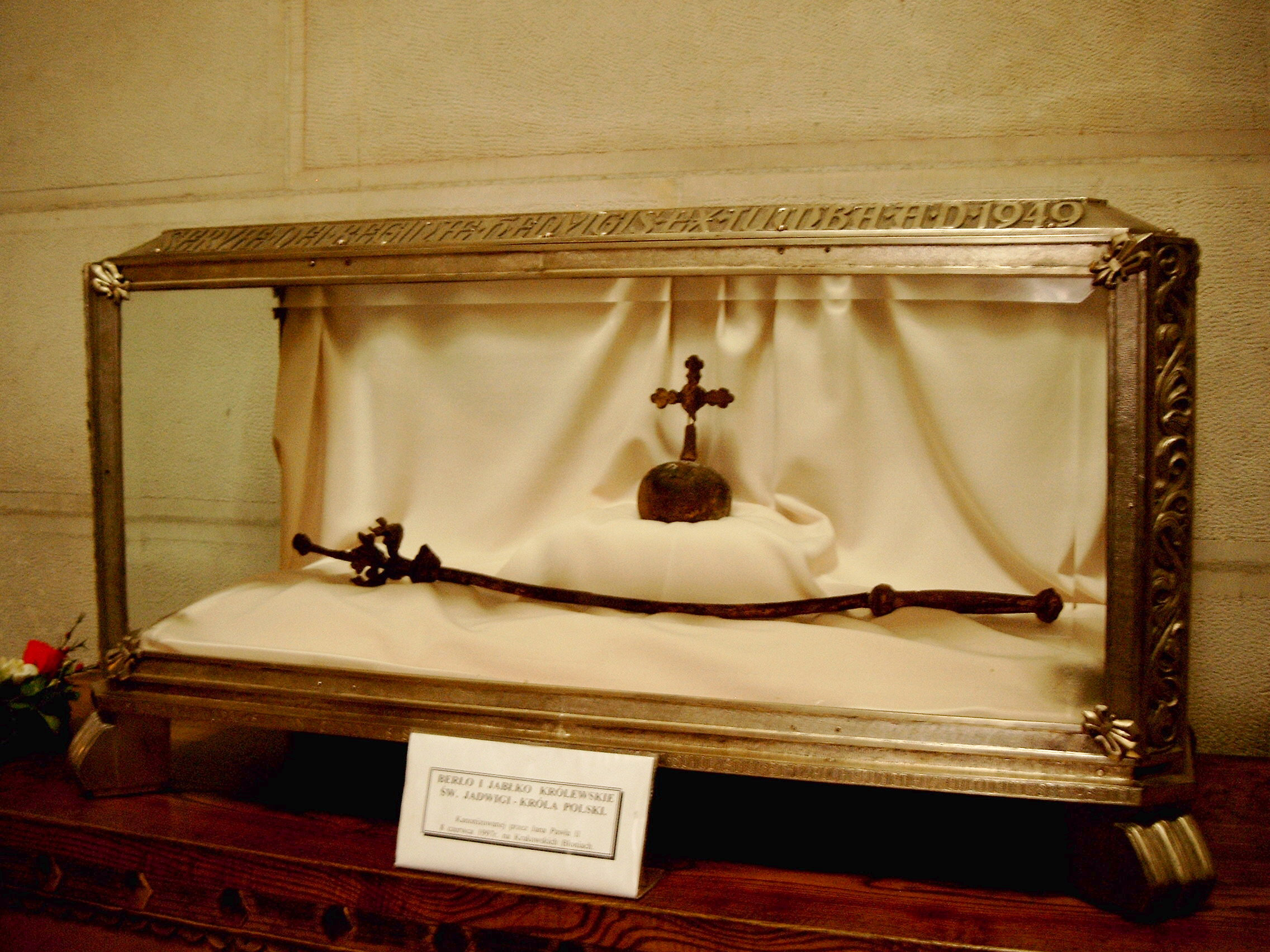
Insignes royaux de la reine Hedwige Ire de Pologne.
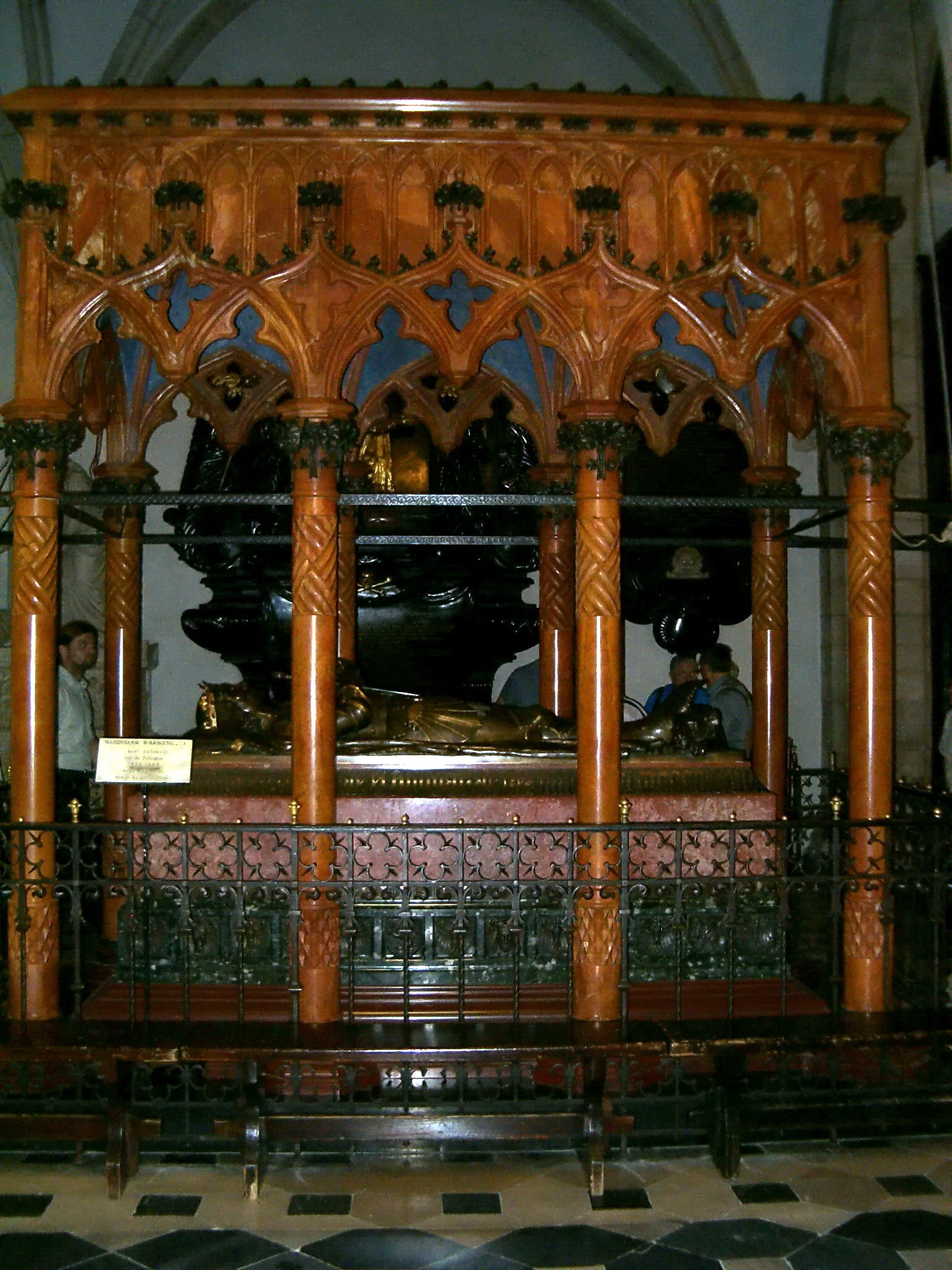
Tombeau de Ladislas III Jagellon.
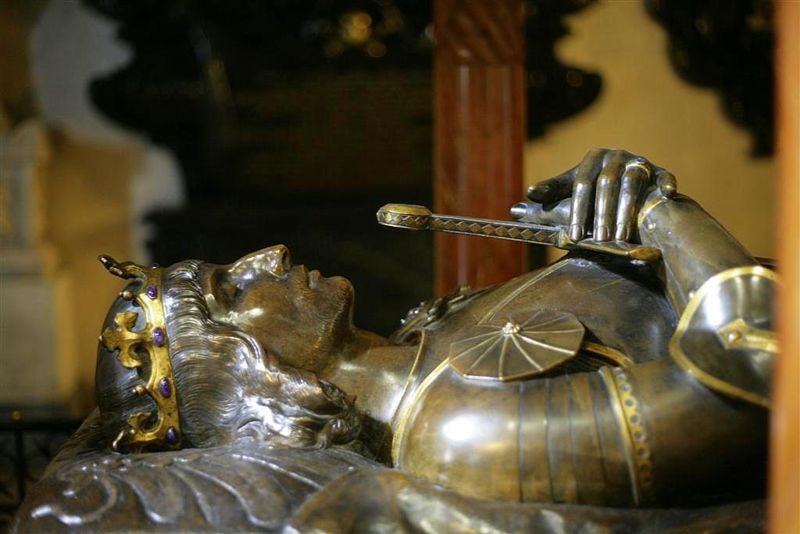
Détail du tombeau de Ladislas III Jagellon.
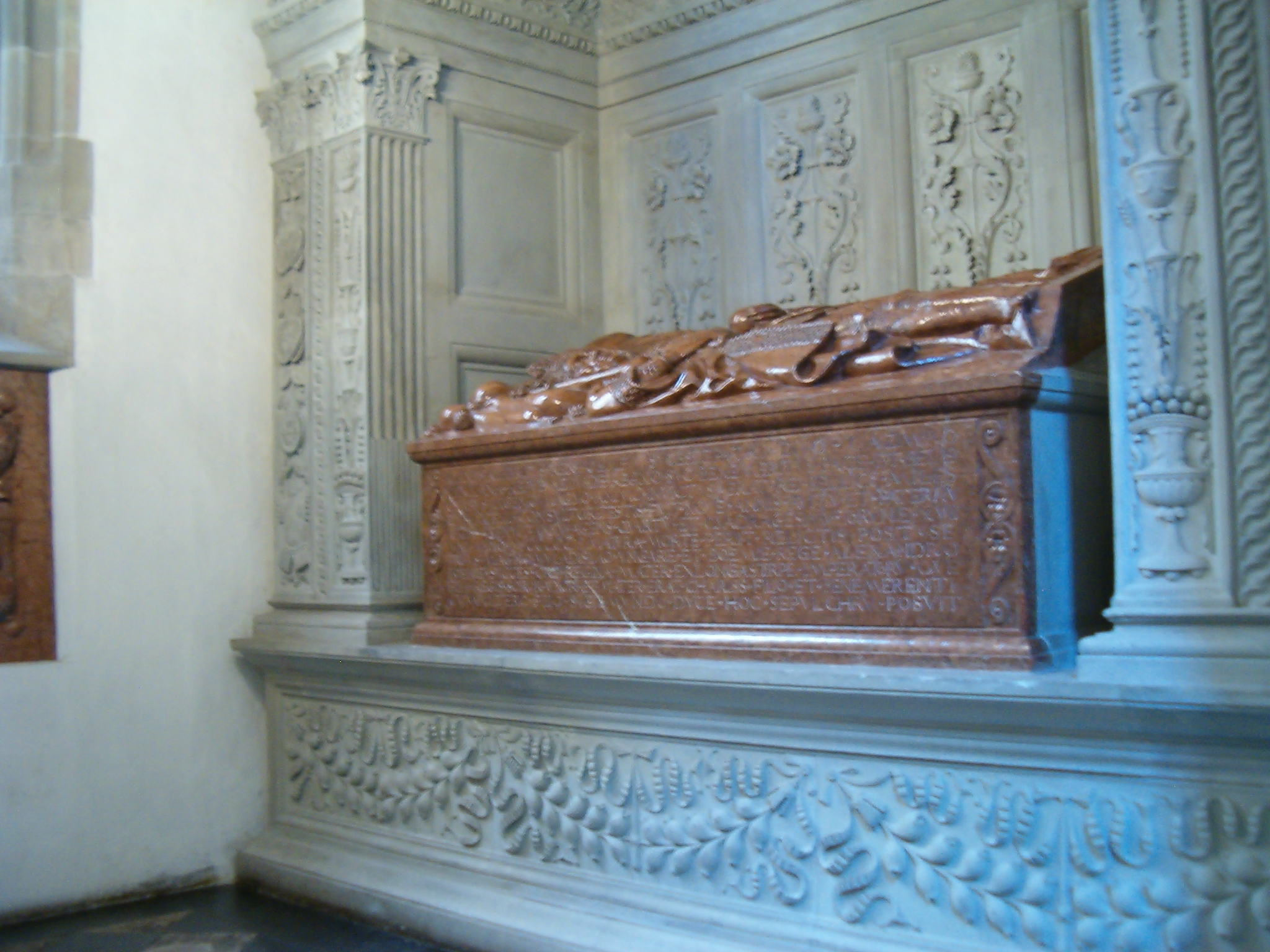
Tombeau de Jean Ier Albert Jagellon.
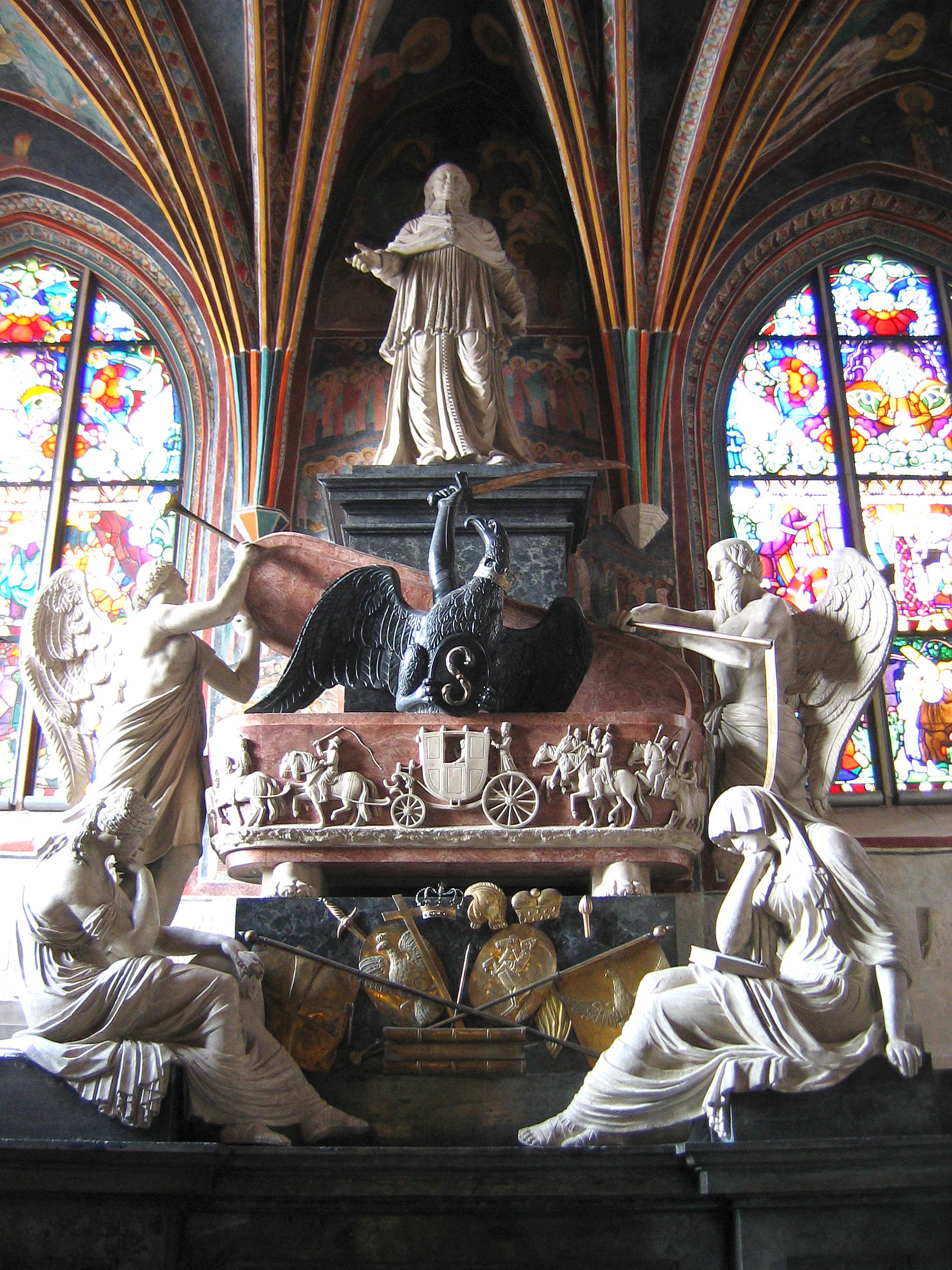
Tombeau de l'évêque Kajetan Sołtyk.

### Crypte Saint-Léonard
La crypte a été construite entre 1090 et 1117. Elle est soutenue par huit colonnes et représente le plus bel exemple d'intérieur roman et le mieux conservé de Pologne. Elle accueille les tombeaux de personnages royaux et de héros nationaux.
Les sarcophages royaux ont été offerts par le roi Stanislas II de Pologne en 1783 pour Jan III Sobieski pour célébrer le 100e anniversaire de la bataille de Vienne, par l'empereur Ferdinand Ier d'Autriche en 1840 pour la reine Marie Casimire Louise de La Grange d'Arquien et par l'empereur François-Joseph Ier d'Autriche en 1858 pour Michał Wiśniowiecki. 
Il est à noter également que Józef Piłsudski fut inhumé dans cette crypte de 1935 à 1937 juste après sa mort.
1. Maurus, évêque de Cracovie (mort le 5 mars 1118)
2. Michał Wiśniowiecki, roi de Pologne, grand-duc de Lituanie (31 mai 1640 - 10 novembre 1673) Inhumé le 31 janvier 1676 dans la nécropole royale en même temps que Jan II Kazimierz Vasa
3. Jan III Sobieski, roi de Pologne, grand-duc de Lituanie (17 août 1629 - 17 juin 1696)  Inhumé le 15 janvier 1734 dans la nécropole royale
4. Marie Casimire Louise de La Grange d'Arquien, reine consort de Pologne, grande-duchesse consort de Lituanie (28 juin 1641 - 30 janvier 1716) épouse de  Jan III Sobieski, Inhumée en 1734 dans la nécropole royale
5. Tadeusz Kościuszko, général polonais (4 février 1746 - 15 octobre 1817) Inhumé en 1818 dans la nécropole royale, son sarcophage date de 1832
6. Józef Antoni Poniatowski, prince polonais, maréchal d'Empire (7 mai 1763 - 19 octobre 1813) Inhumé en 1817 dans la nécropole royale, son sarcophage date de 1830
7. Władysław Sikorski, général et homme politique polonais (20 mai 1881 - 4 juillet 1943) Inhumé en 1993 dans la nécropole royale, son sarcophage date de 1981

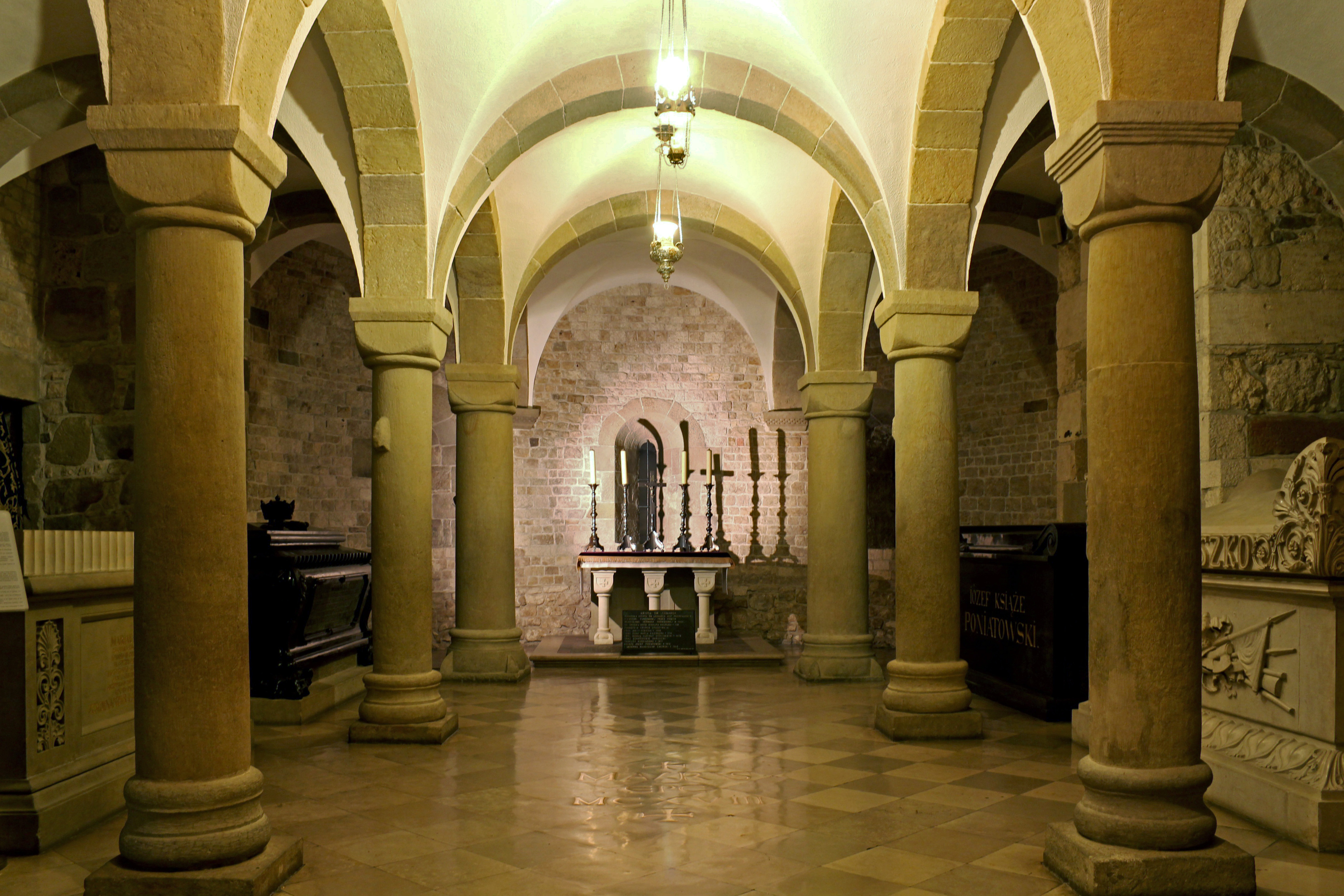
Crypte Saint-Léonard
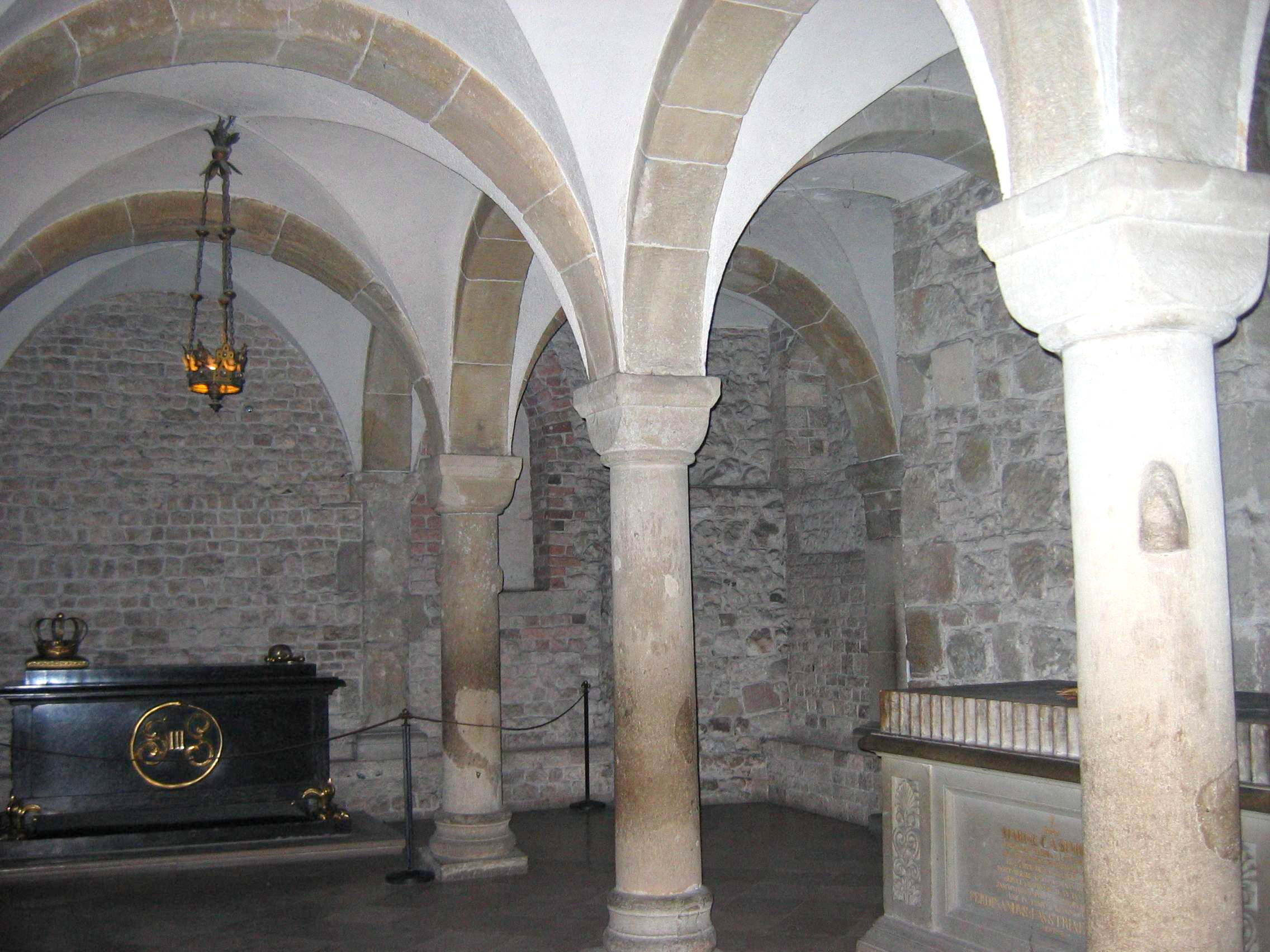
Sarcophages de Jean III Sobieski et de sa femme Marie Casimire Louise de La Grange d'Arquien  (à droite derrière le pilier).
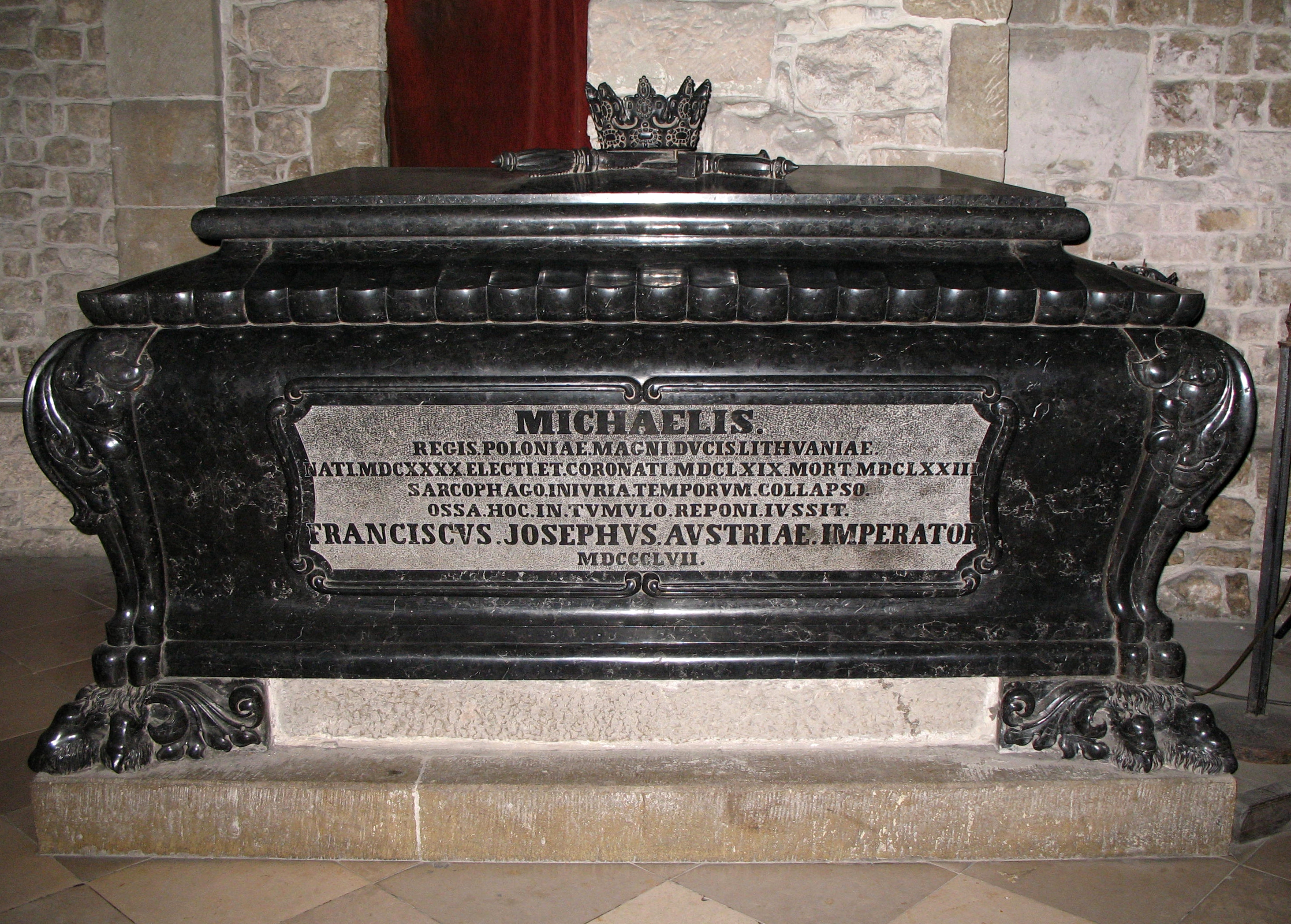
Sarcophage de Michał Wiśniowiecki.
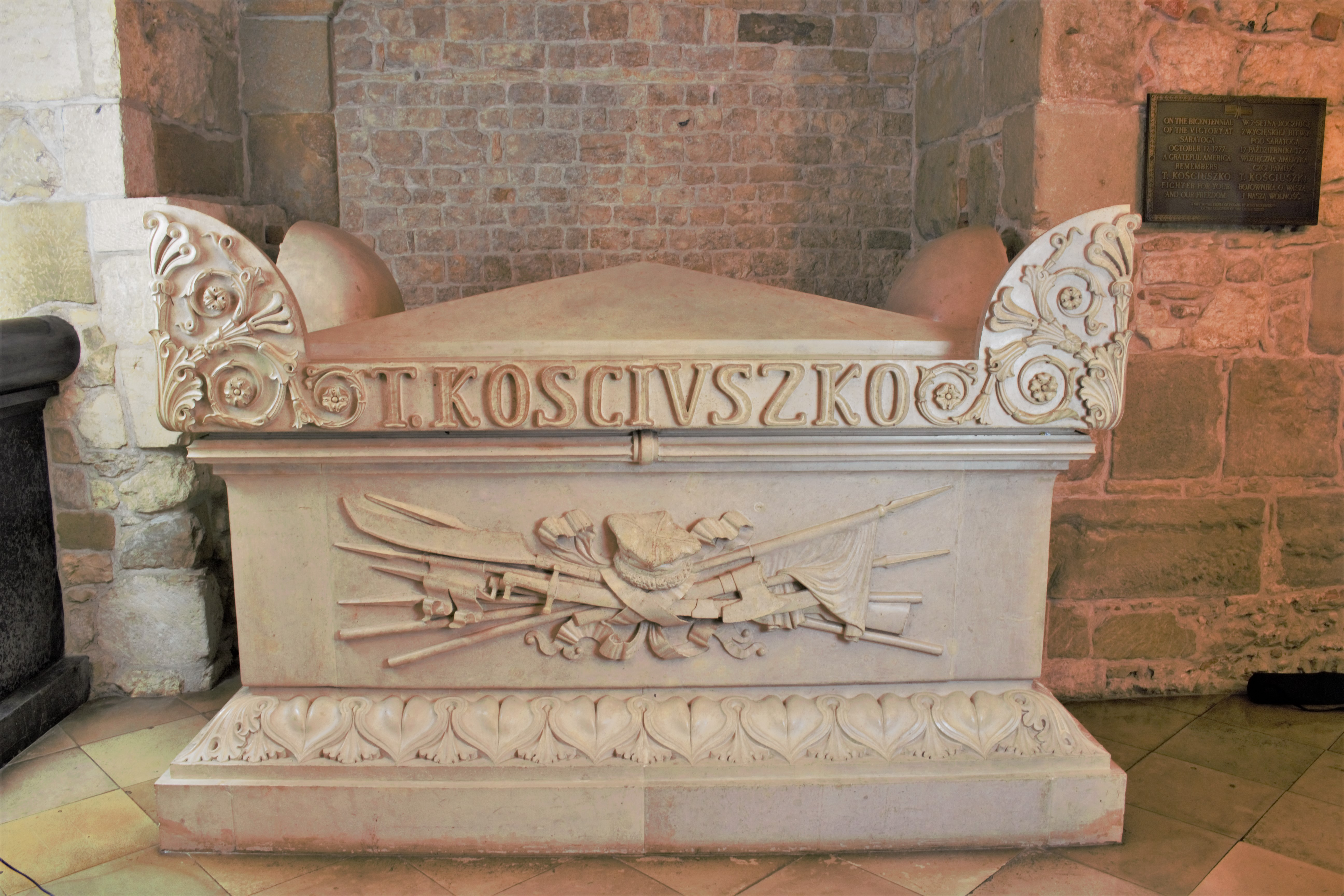
Sarcophage de Tadeusz Kościuszko.
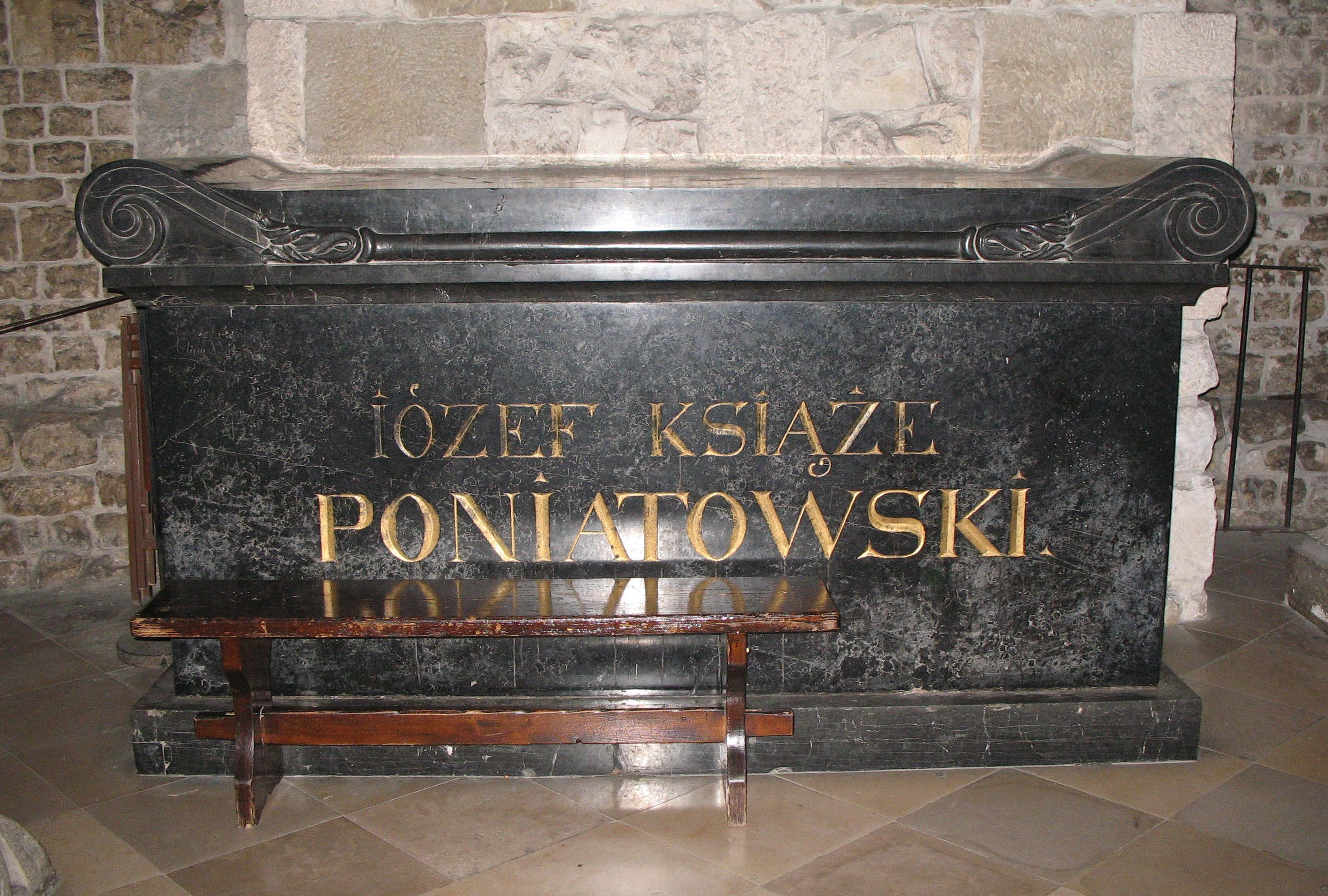
Sarcophage de Józef Antoni Poniatowski.
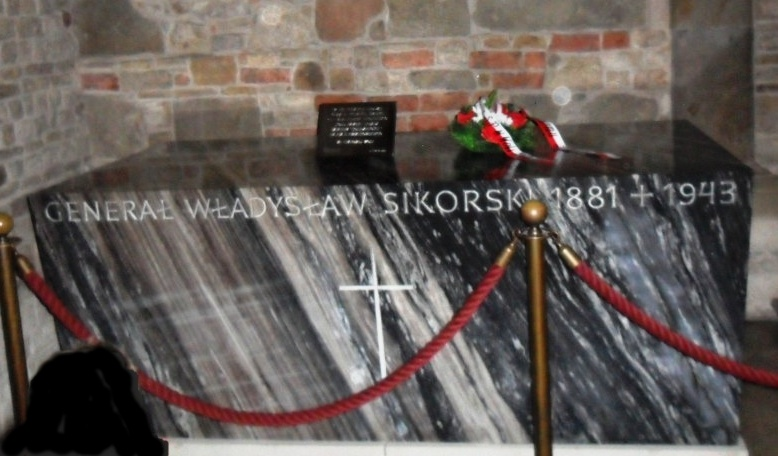
Sarcophage de Władysław Sikorski.

### Crypte Stefan Batory

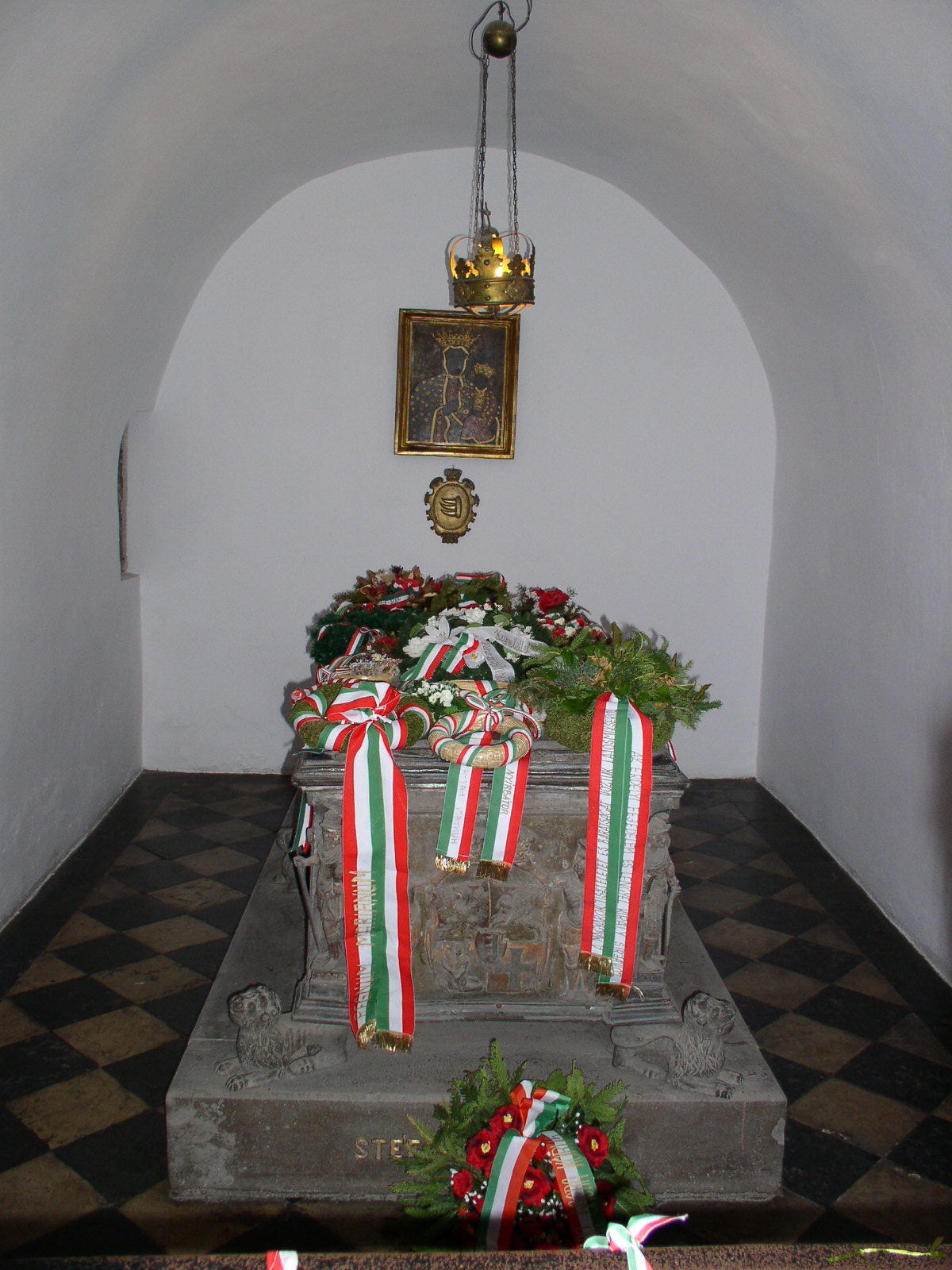
Sarcophage de Stefan Batory.

Cette crypte située au-dessous de la chapelle de la Vierge Marie accueille le tombeau d'une seule personne, le roi de Pologne Stefan Batory. Il y fut inhumé en 1588 dans un sarcophage réalisé par les orfèvres de Gdańsk. 
1. Étienne Báthory, roi de Pologne, grand-duc de Lituanie, prince de Transylvanie (27 septembre 1533 - 12 décembre 1586)

### Crypte familiale de Władysław IV Vasa

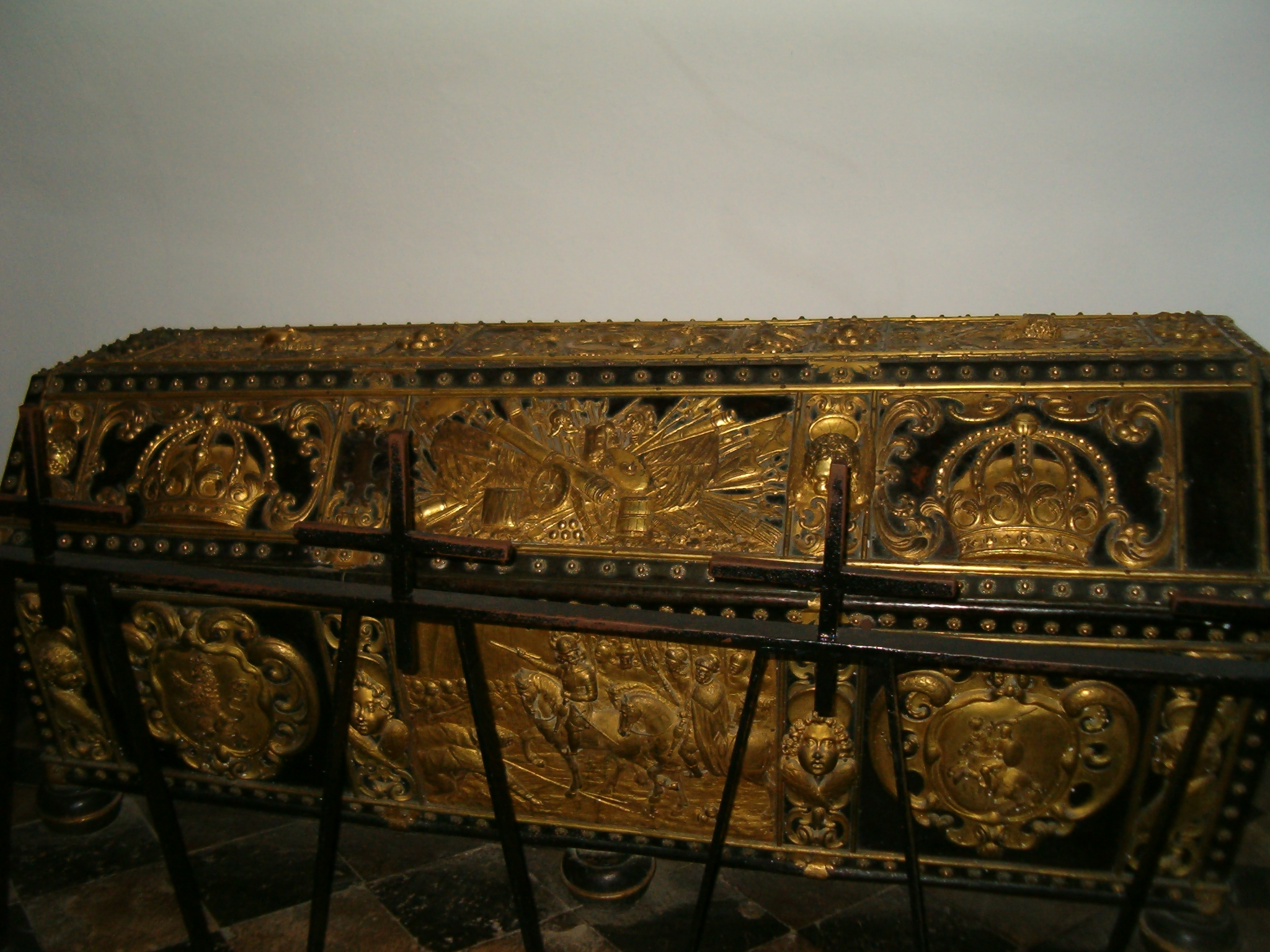
Sarcophage de Władysław IV Vasa.

Cette crypte accueille les tombeaux du roi Władysław IV Vasa, de sa femme et ses enfants. Les sarcophages de Władysław IV et de son épouse sont en cuivre doré de l'orfèvrerie de Toruń.
1. Władysław IV Vasa, roi de Pologne, grand-duc de Lituanie, tsar de Russie (9 juin 1595 - 20 mai 1648)
2. Cécile Renée d'Autriche, reine consort de Pologne, grande-duchesse consort de Lituanie (16 juillet 1611 - 24 mars 1644) première épouse de Władysław IV Vasa
3. Zygmunt Kazimierz (1er avril 1640 - 9 août 1647)
4. Maria Anna Isabella (8 janvier 1642 - 7 février 1642)

### Crypte Sigismond

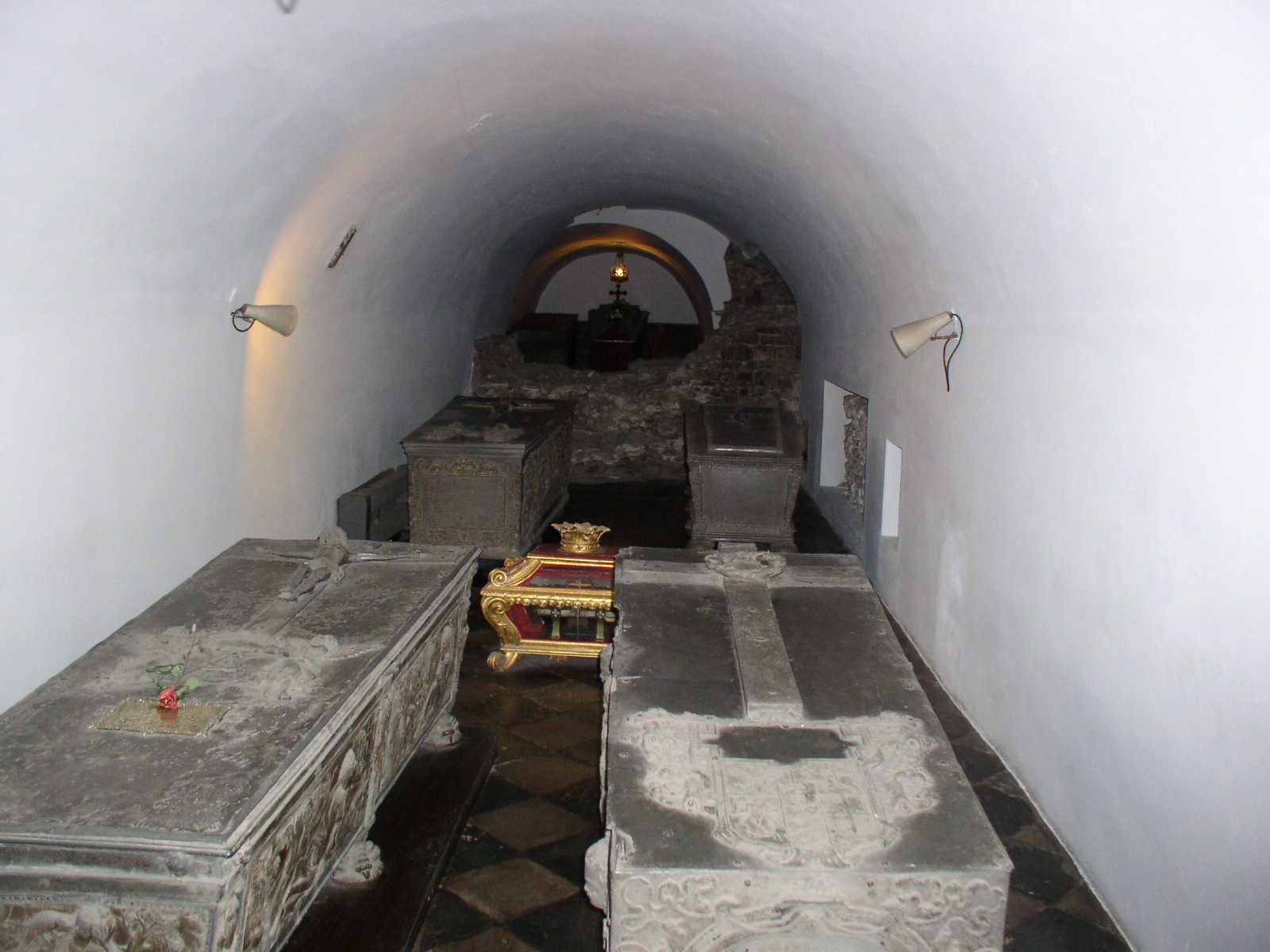
Vue de la crypte Sigismond.

La crypte, située sous la chapelle Sigismond où l'on trouve les monuments funéraires de Sigismond Ier et Sigismond II, accueille les dépouilles de plusieurs personnalités royales.
1. Zygmunt Ier , roi de Pologne, grand-duc de Lituanie (1er janvier 1467 - 1er avril 1548)
2. Barbara Zápolya, reine consort de Pologne, grande-duchesse consort de Lituanie (vers 1495 - 2 octobre 1515), première épouse de Zygmunt Ier
3. Zygmunt August, roi de Pologne, grand-duc de Lituanie (1er août 1520 - 7 juillet 1572)
4. Anna Jagellon, reine de Pologne, grande-duchesse de Lituanie conjointement avec Stefan Batory (18 octobre 1523 - 9 septembre 1596)
5. Anne d'Autriche, reine consort de Pologne, grande-duchesse consort de Lituanie, reine consort de Suède (16 août 1573 - 10 février 1598), première épouse de Zygmunt III Vasa
6. Anne-Marie Vasa (23 mai 1593 - 9 février 1600)
7. Alexandre-Charles Vasa (14 novembre 1614 - 19 novembre 1634)
8. Auguste II, électeur de Saxe, roi de Pologne, grand-duc de Lituanie (12 mai 1670 - 1er février 1733)

On y trouve également depuis 1938, dans une urne, un os du roi Stanisław Ier Leszczyński qui a été enterré dans l'église Notre-Dame-de-Bonsecours de Nancy en France.

### Crypte Vasa
Cette crypte accueille les cercueils de plusieurs membres de la maison des Vasa. On y trouve également une urne contenant de la terre de Katyń et une plaque commémorative fixée en 1990 pour le 50e anniversaire du massacre de Katyń. Le sarcophage de Jan II Kazimierz Vasa est réalisé à Gdansk et est orné des figures des héros et des rois de la Bible.
1. Zygmunt III Vasa, roi de Pologne, grand-duc de Lituanie, roi de Suède (20 juin 1566 - 19 avril 1632)
2. Constance d'Autriche, reine consort de Pologne, grande-duchesse consort de Lituanie (24 décembre 1588 - 10 juillet 1631), seconde épouse de Zygmunt III
3. Johann Albert Vasa, cardinal (25 juin 1612 - 29 décembre 1634)
4. Louise-Marie de Gonzague, reine consort de Pologne, grande-duchesse consort de Lituanie (18 août 1611 - 10 mai 1667) seconde épouse de Władysław IV Vasa puis épouse de Jan II Kazimierz Vasa
5. Jan II Kazimierz Vasa, roi de Pologne, grand-duc de Lituanie (22 mars 1609 - 16 décembre 1672) Inhumé dans l'abbaye de Saint-Germain-des-Prés à Paris en France, il fut réinhumé le 31 janvier 1676 dans la crypte royale
6. Jan-Zygmunt Vasa (6 janvier 1652 - 20 février 1652)

### Crypte de la Tour de la cloche d'argent
On y trouve la tombe du maréchal Józef Piłsudski (5 décembre 1867 - 12 mai 1935), premier chef de l'État polonais après la reconstitution de l'État en 1918, qui a été inhumé dans la crypte Saint-Léonard de 1935 à 1937, puis transféré ici. Conformément à sa volonté, sa tombe est accompagnée d'une urne contenant de la terre provenant de la tombe de sa mère Maria Piłsudska née Bilewicz, située près de Vilnius en Lituanie, lieu de naissance du maréchal.
Dans le vestibule de la crypte, une plaque dédiée aux victimes du massacre de Katyń, est fixée sur un mur.
Le président de la Pologne  Lech Kaczyński (18 juin 1949 - 10 avril 2010) et son épouse Maria Kaczyńska (21 août 1942 - 10 avril 2010), morts dans l'accident de l'avion présidentiel polonais à Smolensk. 

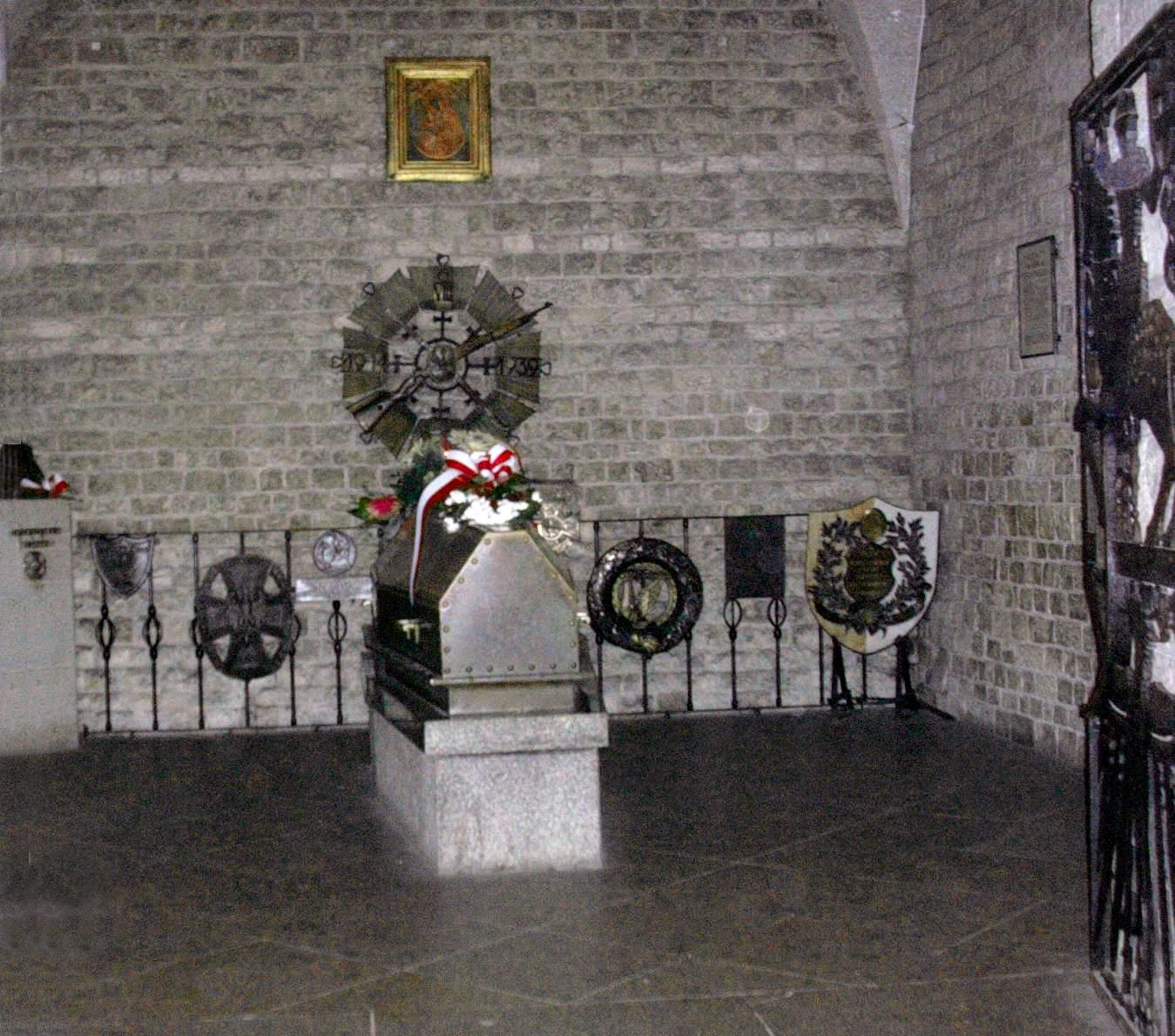
Tombeau de Józef Piłsudski.
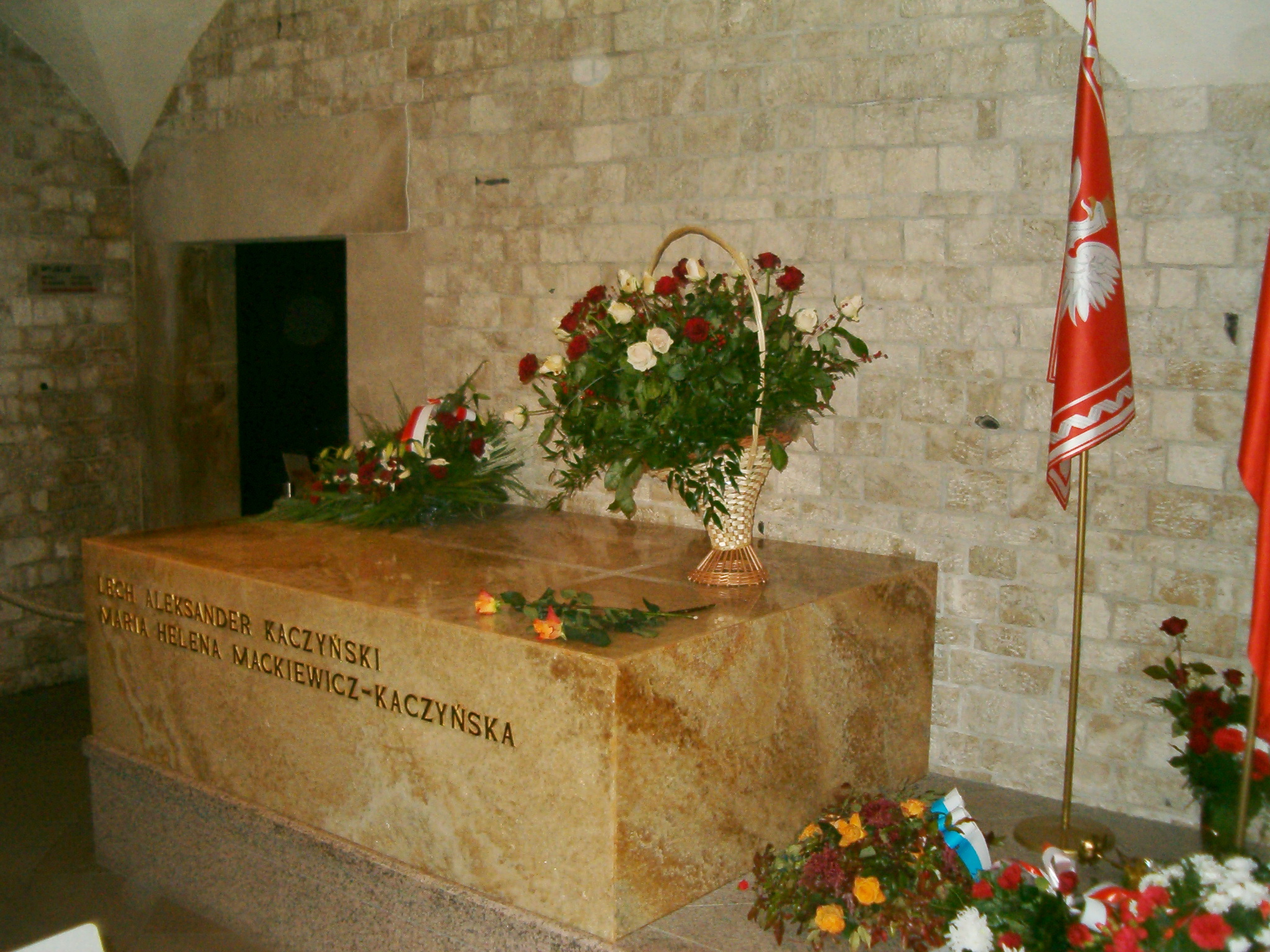
Tombeaux de Lech Kaczyński et de Maria Kaczyńska.

### Crypte des grands poètes nationaux
Dans cette crypte sont inhumés les plus grands poètes romantiques, les chantres de la nation polonaise auxquels le pays a souhaité rendre hommage en les inhumant dans ce sanctuaire national. 
1. En 1890 : Adam Mickiewicz, poète et dramaturge (24 décembre 1798 - 26 novembre 1855)
2. En 1927 : Juliusz Słowacki, poète et dramaturge (4 septembre 1809 - 3 avril 1849)
3. En 2001 : Cyprian Kamil Norwid, poète et peintre (24 septembre 1821 - 23 mai 1883) ; Une urne de bronze, contenant de la terre de la fosse commune où il a été enterré en France près de Paris, marque sa mémoire.

Le 28 février 2010, pour le 200e anniversaire de la naissance de Frédéric Chopin, un médaillon de marbre blanc avec le portrait du compositeur, copie du médaillon se trouvant sur sa tombe au cimetière du Père-Lachaise à Paris. On peut lire sur le médaillon les mots suivants: « Au grand artiste - la nation » (« Wielkiemu artyście – naród »). 

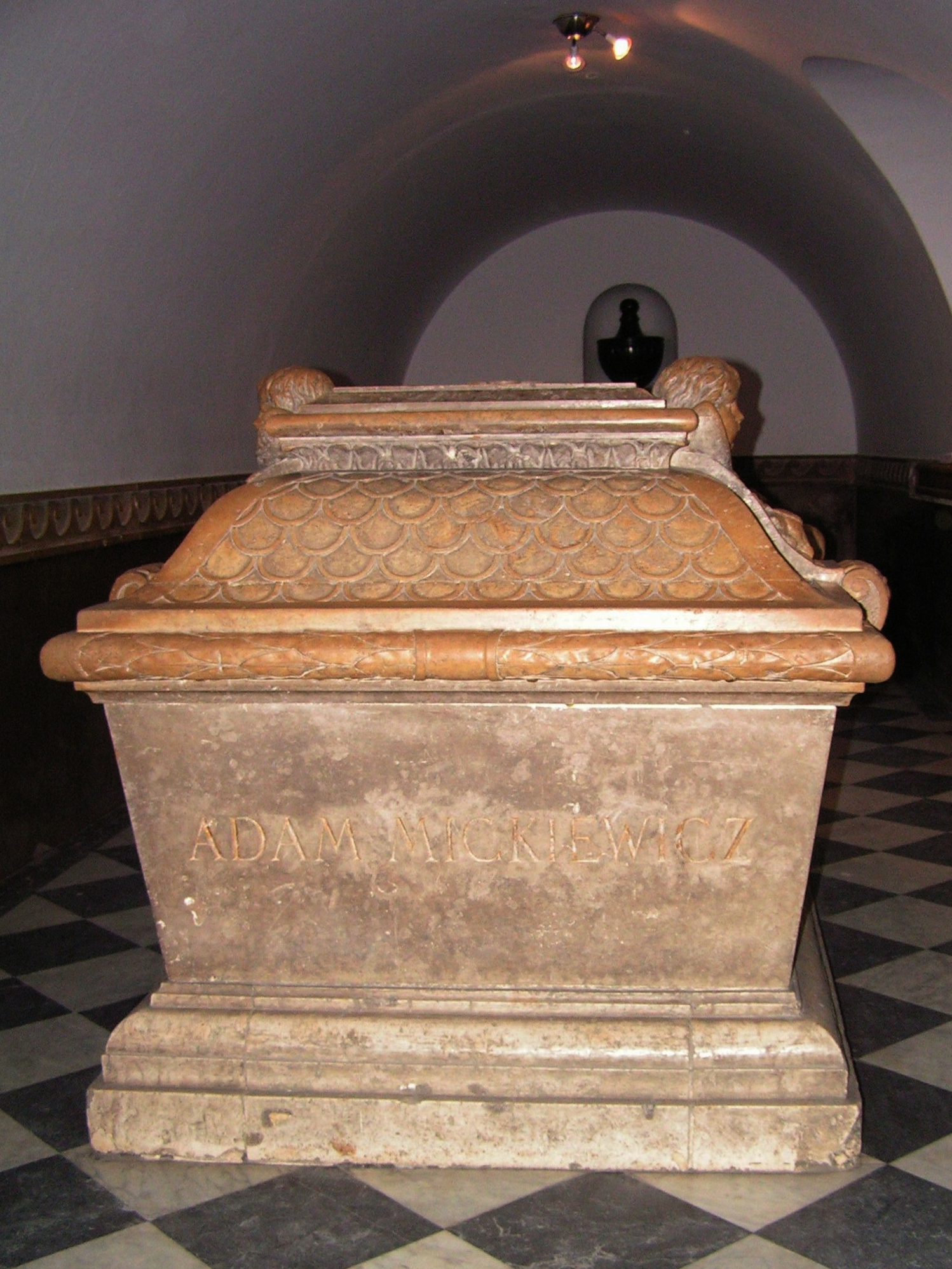
Tombeau d'Adam Mickiewicz.
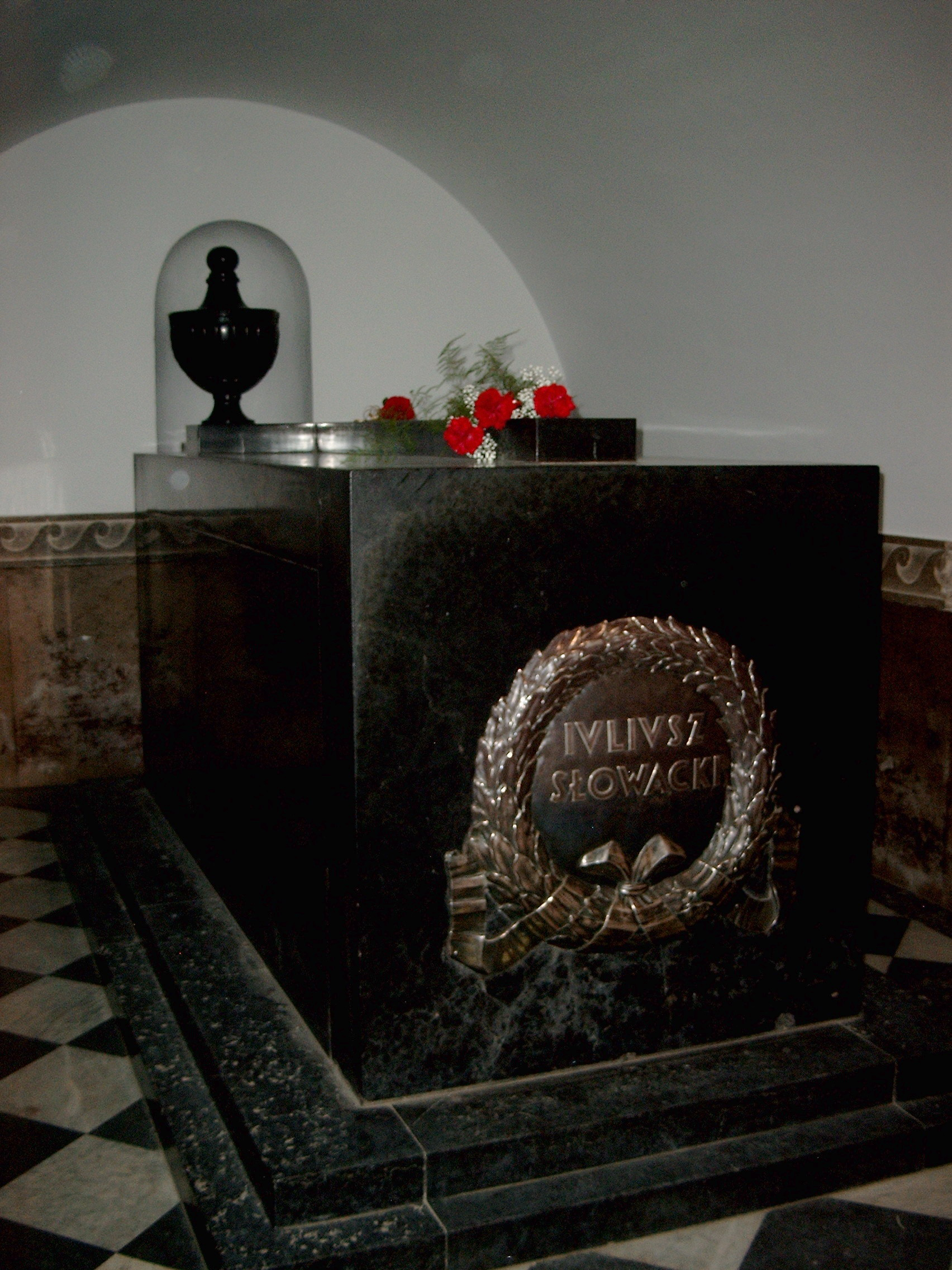
Tombeau de Juliusz Słowacki.
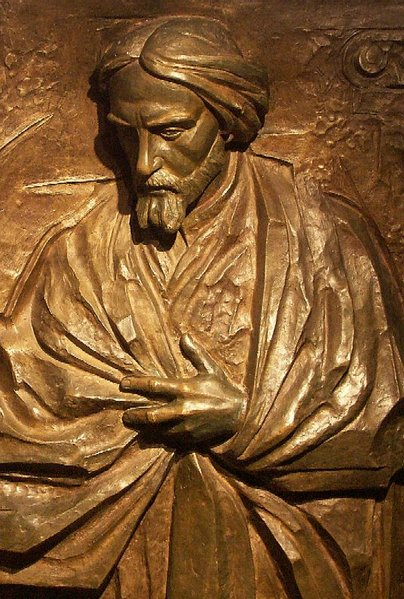
Détail du monument en bronze de Cyprian Kamil Norwid.
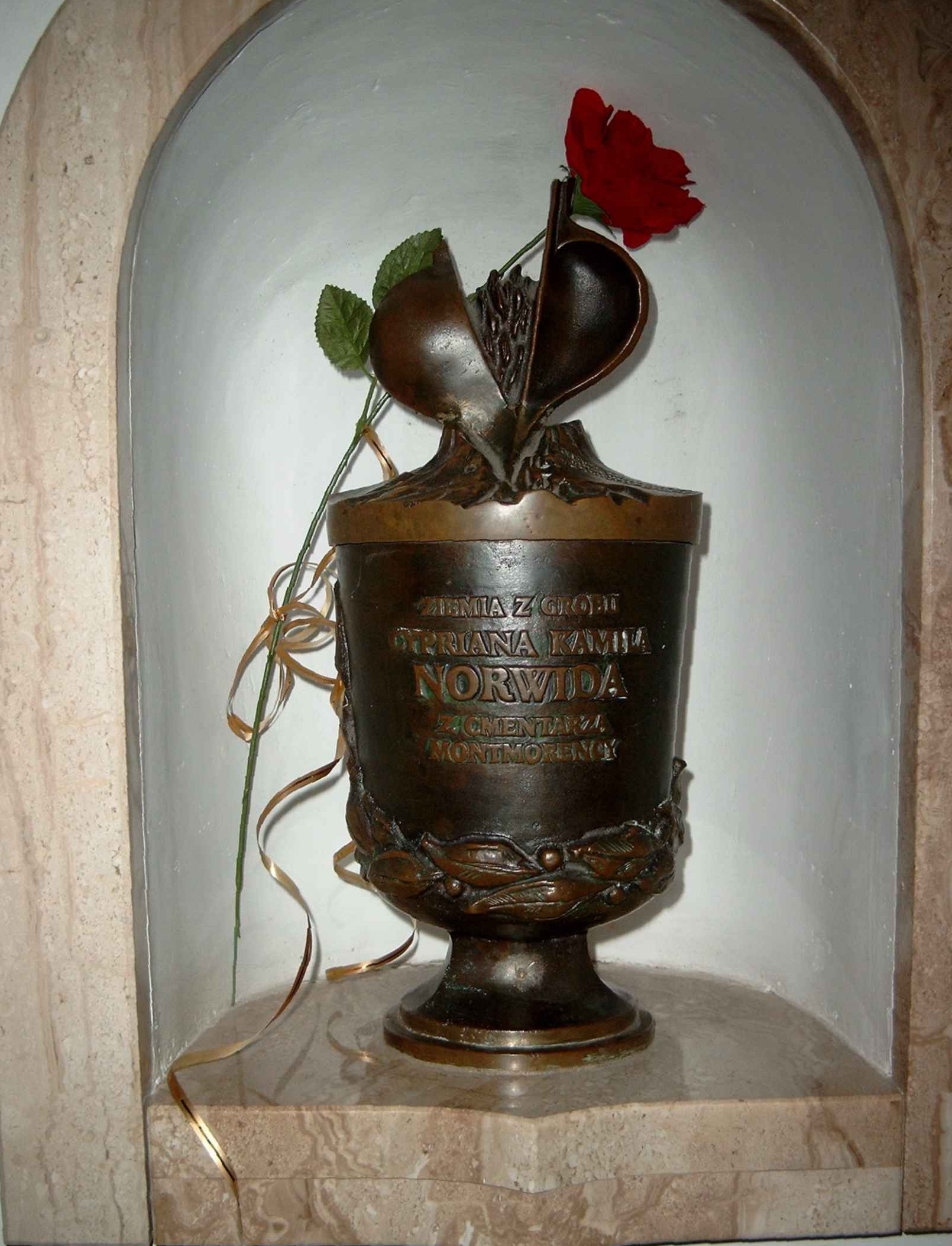
Urne contenant de la terre où a été enterré Cyprian Kamil Norwid en France.